# III Cumbre de la Comunidad de Estados Latinoamericanos y Caribeños y la Unión Europea
La III Cumbre de la Comunidad de Estados Latinoamericanos y Caribeños y la Unión Europea, también conocida como la III Cumbre Celac-UE, se realizó en la ciudad de Bruselas, Bélgica, los días 17 y 18 de julio de 2023, en ella participaron jefes de Estado y de Gobierno pertenecientes a naciones miembros de la Unión Europea y de la Comunidad de Estados Latinoamericanos y Caribeños. La cumbre se organizó bajo el mandato de España en la Presidencia del Consejo de la Unión Europea. El principal objetivo de la cumbre fue "estimular inversiones en América Latina, de manera que se crearan fuentes de trabajo. Pero siempre teniendo presente el “desarrollo sostenible” que respete la economía, la dimensión social y el medio ambiente" expresó el presidente Pedro Sánchez.

## Contexto
La última cumbre entre la Comunidad de Estados Latinoamericanos y Caribeños y la Unión Europea se realizó en Bruselas en 2015. La cumbre comenzó a planificarse desde mayo de 2022, la fecha tentativa se fijó para la segunda mitad del 2023 coincidiendo con la presidencia española en el Consejo de la Unión Europea. Durante la VII Cumbre de la CELAC de 2023, se anunció de manera oficial la fecha en la cual se realizaría la cumbre. La intención fue mejorar la relación política y económica entre ambos bloques, tras ocho años sin reuniones al más alto nivel, fue calificada como «histórica» y «exitosa».

## Temas principales
- La situación en Ucrania. Varios países latinoamericanos bregaban por una posición neutral mientras la declaración hacía alusión a una condena de Rusia, algo normal para Europa. Nicaragua fue el país que más se opuso a la declaración en esas condiciones."Discutimos mucho, por supuesto, el hecho de que todos quieren que esta guerra termine y que la paz debe ser duradera y que debe estar centrada en la Carta de la ONU"[6]
- Cuestiones sobre el cambio climático,  Austria, Francia o Irlanda piden a los socios latinoamericanos una mayor protección medioambiental
- La reforma del sistema financiero internacional. Se planteó la disponibilidad de 45.000 millones de euros disponibles para hacer inversiones en América Latina y Caribe hasta el 2027 y de más de 100 proyectos en camino.
- La protección del desarrollo inclusivo.
- la transición verde, Entre otros el litio, utilizado como materia prima para las pilas, y el galio (un metal blando y plateado) necesario para la producción de hidrógeno limpio, llamado también hidrógeno verde, que puede generar energía sin contaminar el ambiente.
- la transición digital
- la cooperación económica y comercial a las inversiones, para estimular inversiones en América Latina, de manera que se crearan fuentes de trabajo.
- El desarrollo de una industria competitiva y sostenible para trabajar materias primas, valorizando el sector minero.

### Temas secundarios
- La crisis en Venezuela, elecciones libres sin inhabilitaciones ni sanciones.[2][7]
- Las Islas Malvinas/Falkland Islands. Posteriormente Inglaterra al no estar presente en la cumbre protesto haber tratado el tema.[8]
- El fin del embargo económico, comercial y financiero de Estados Unidos a Cuba
- Los «esfuerzos» que están haciendo la UE y Mercosur para ratificar el acuerdo comercial que firmaron en 2019.

## Países participantes

### Unión Europea

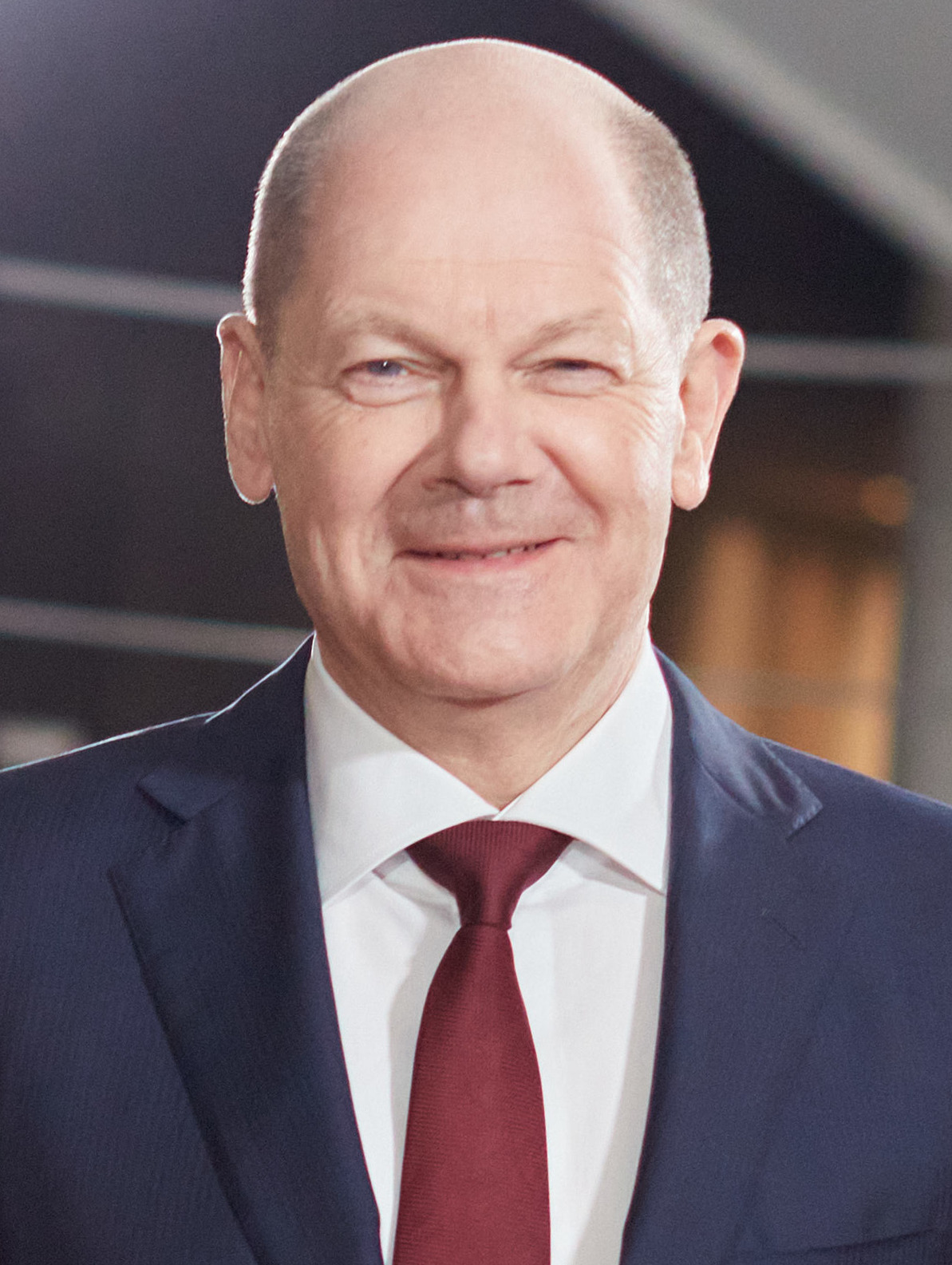
ALE Olaf Scholz, canciller
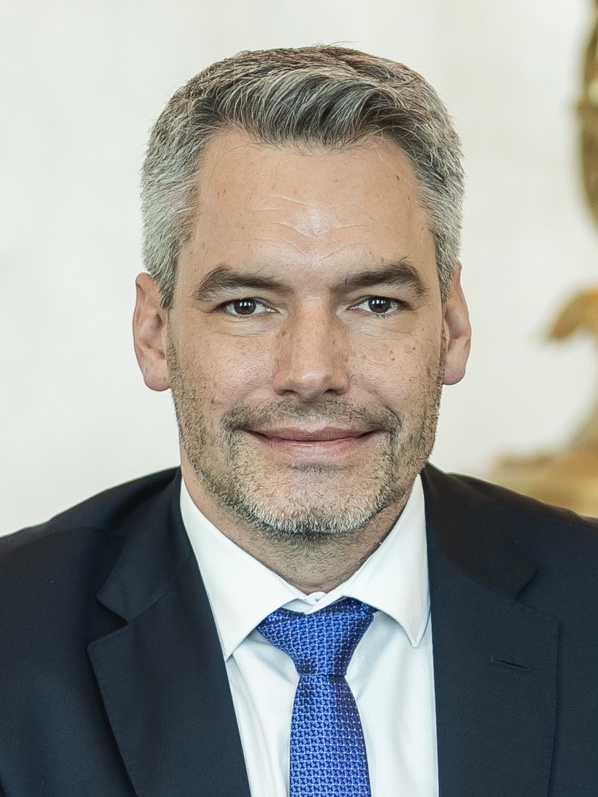
AUT Karl Nehammer, canciller
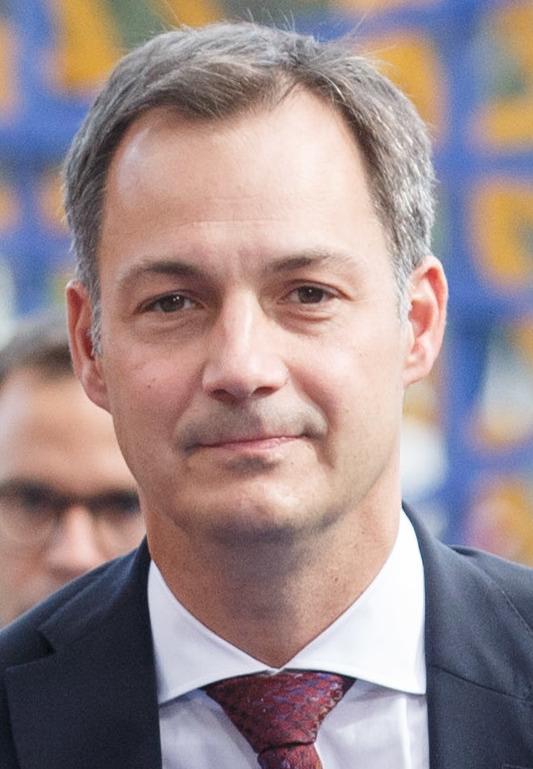
BEL Alexander De Croo, primer ministro
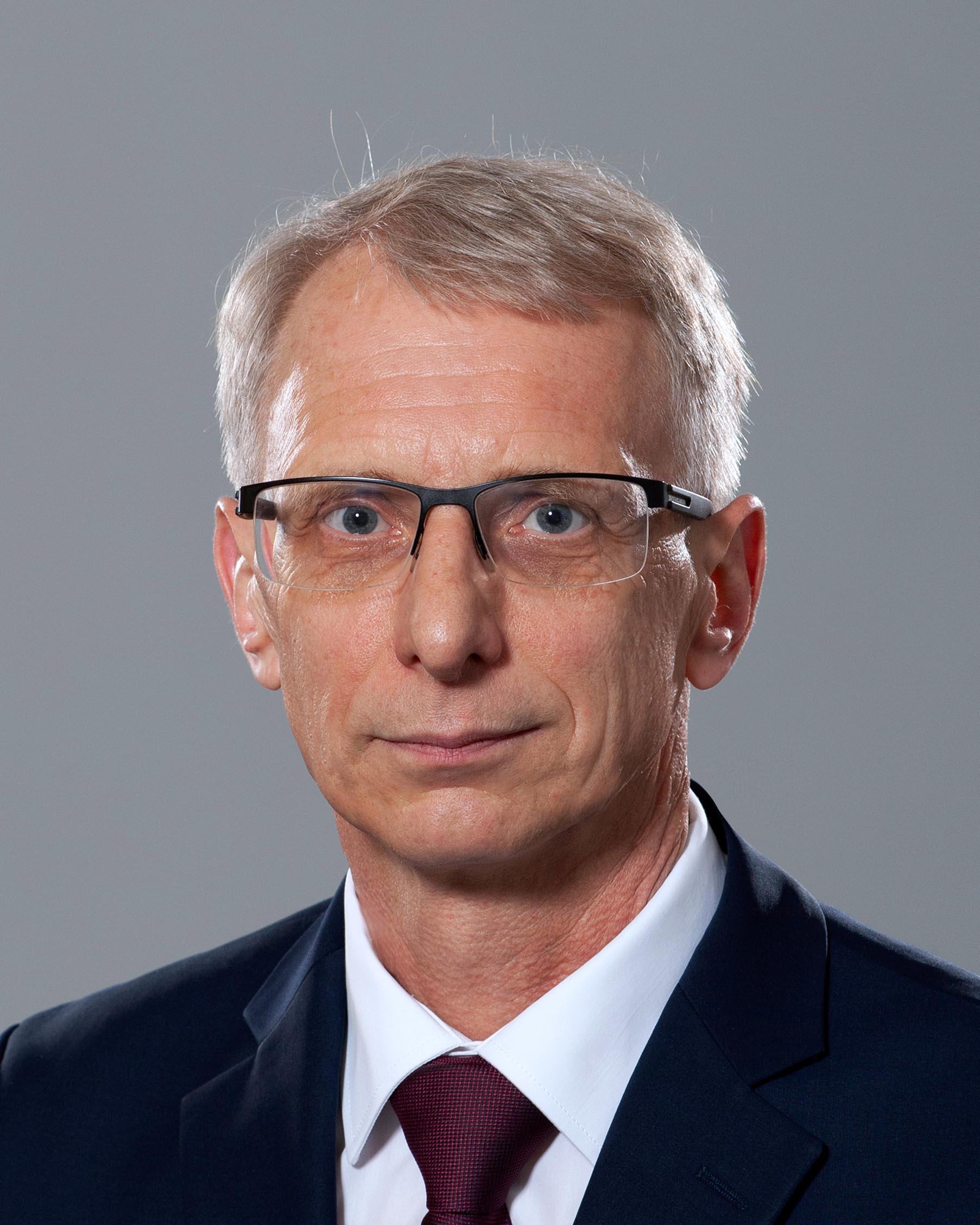
BUL Nikolai Denkov, primer ministro
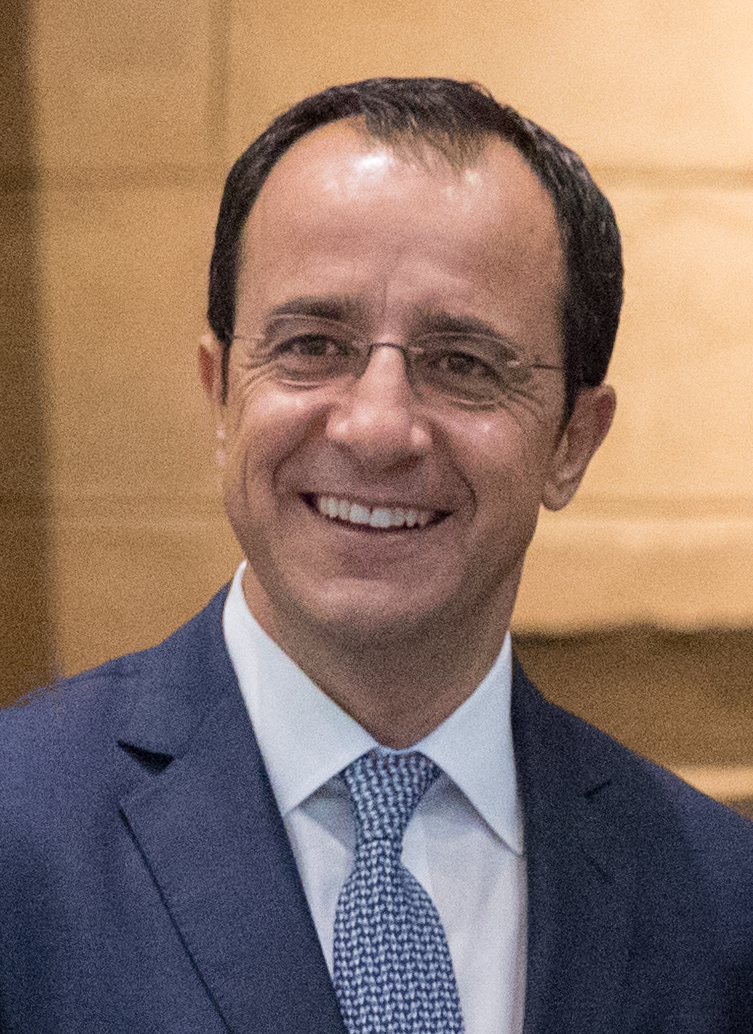
CYP Níkos Christodoulídis, presidente
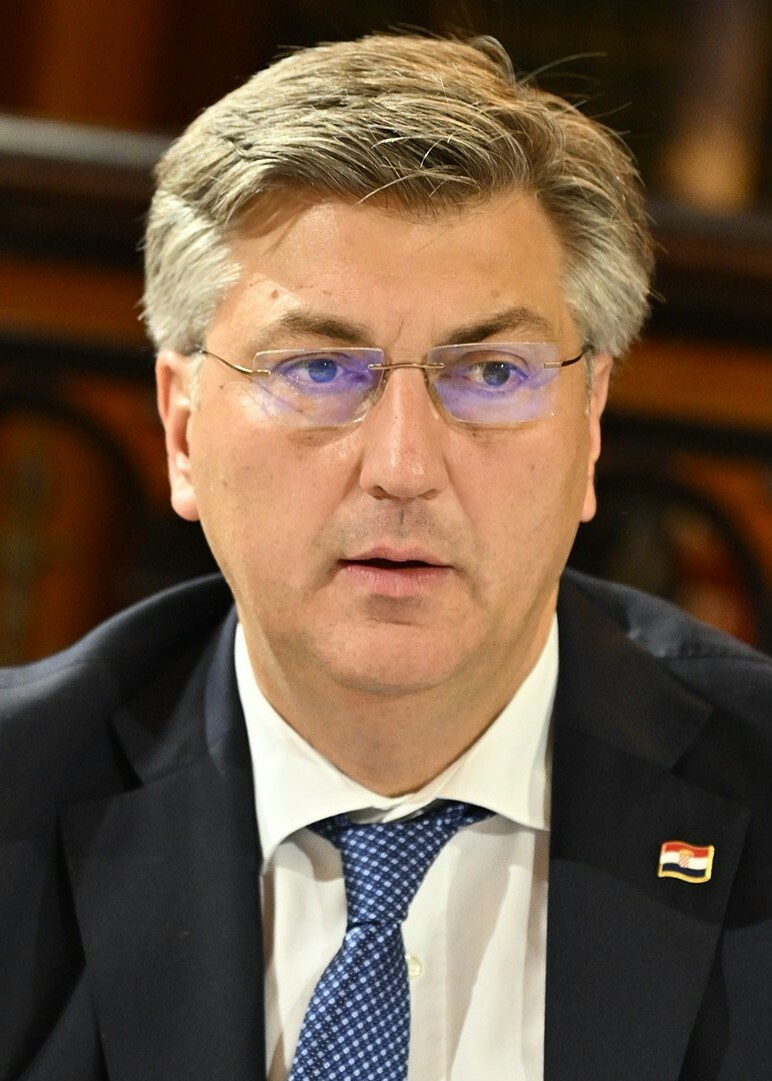
CRO Andrej Plenković, primer ministro
DEN Mette Frederiksen, primera ministra
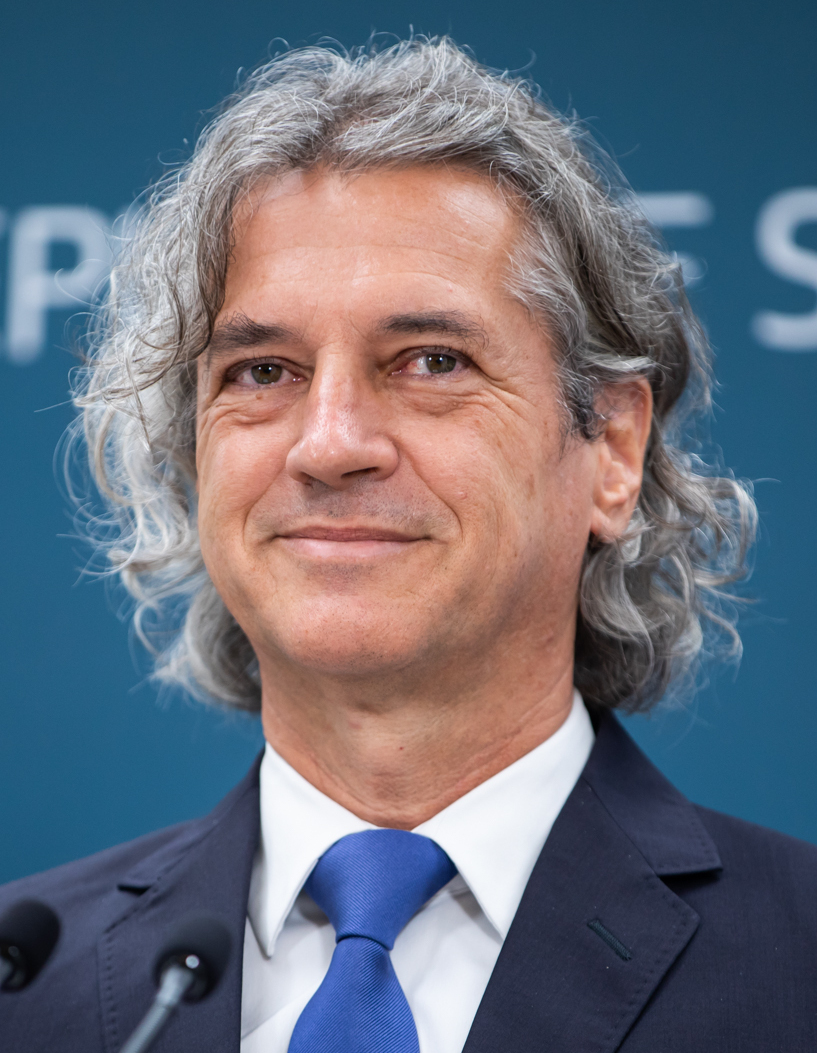
SVK Robert Golob, primer ministro
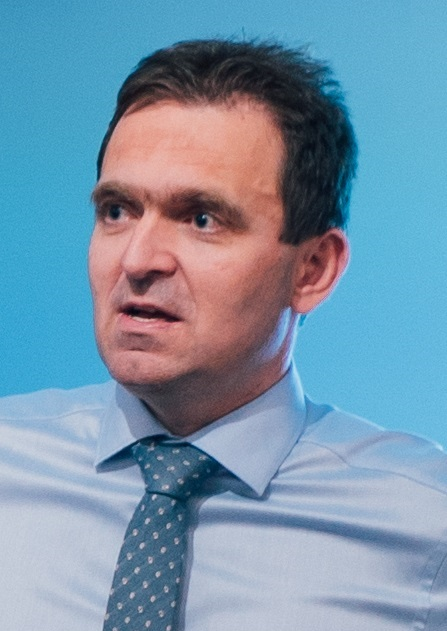
SLO Ľudovít Ódor, primer ministro
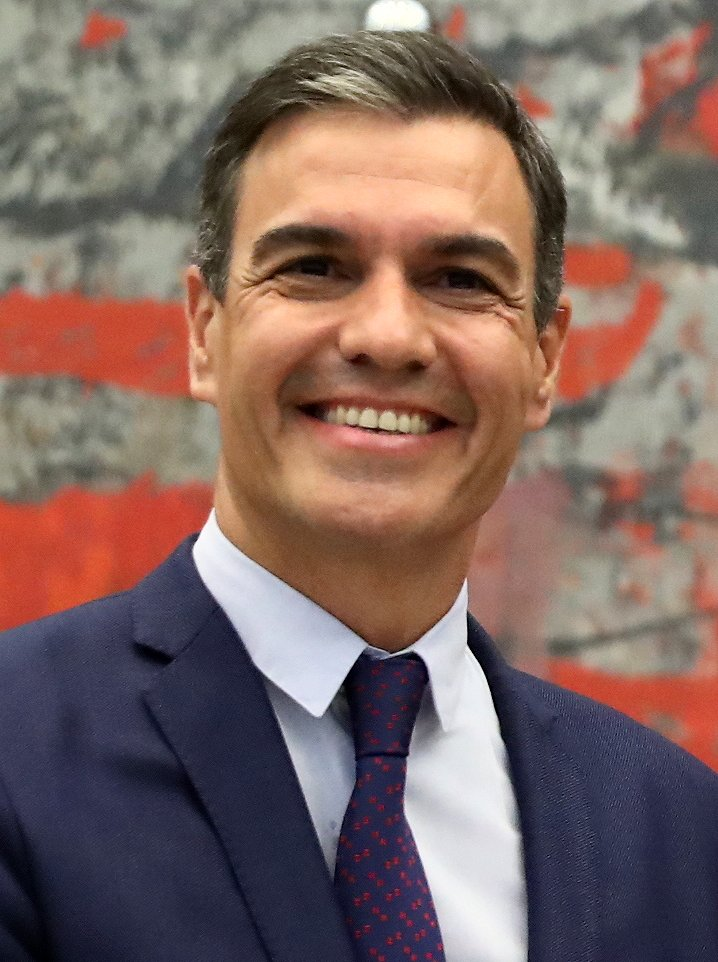
ESP Pedro Sánchez, presidente del gobierno
EST Ausente
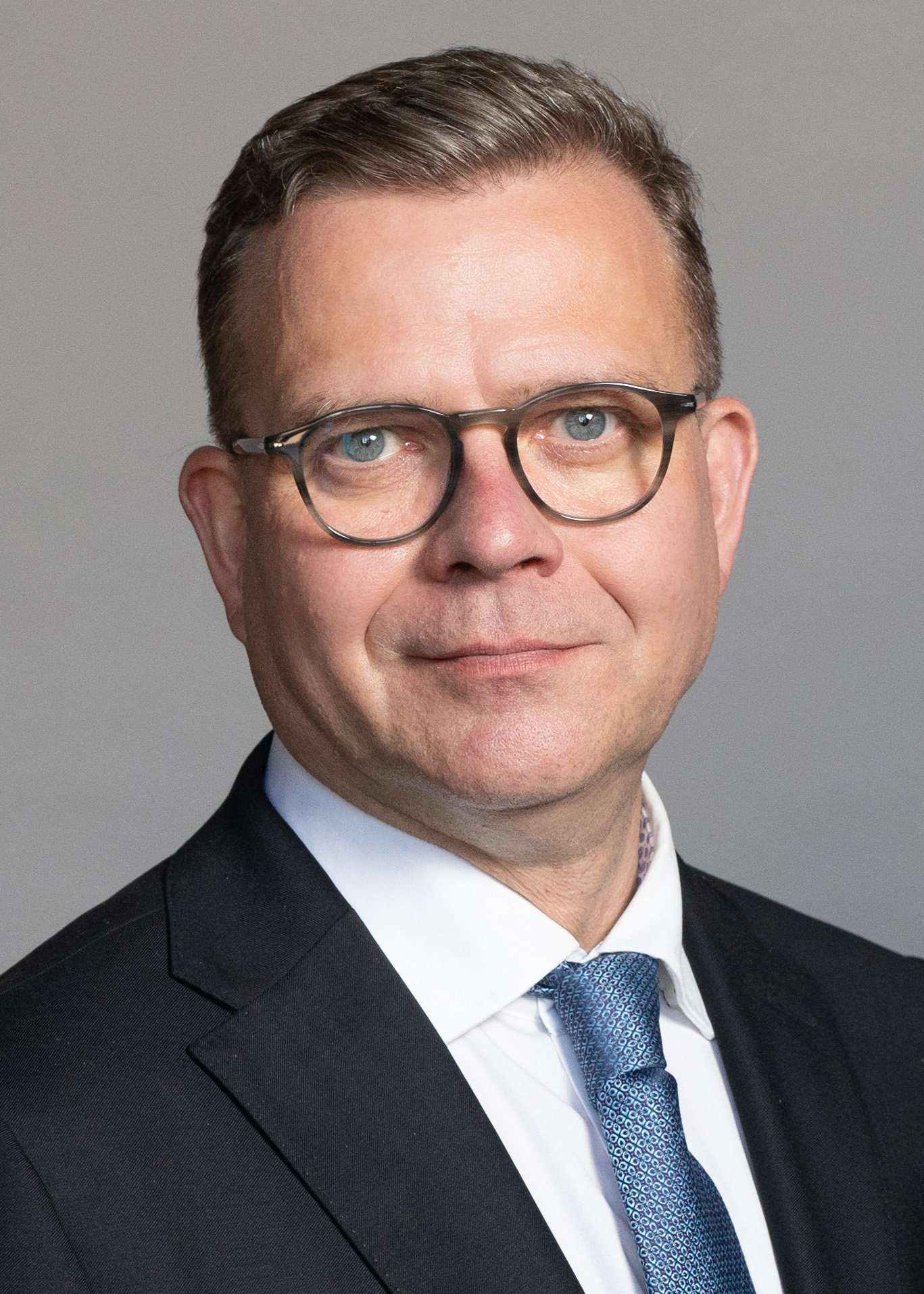
FIN Petteri Orpo, primer ministro
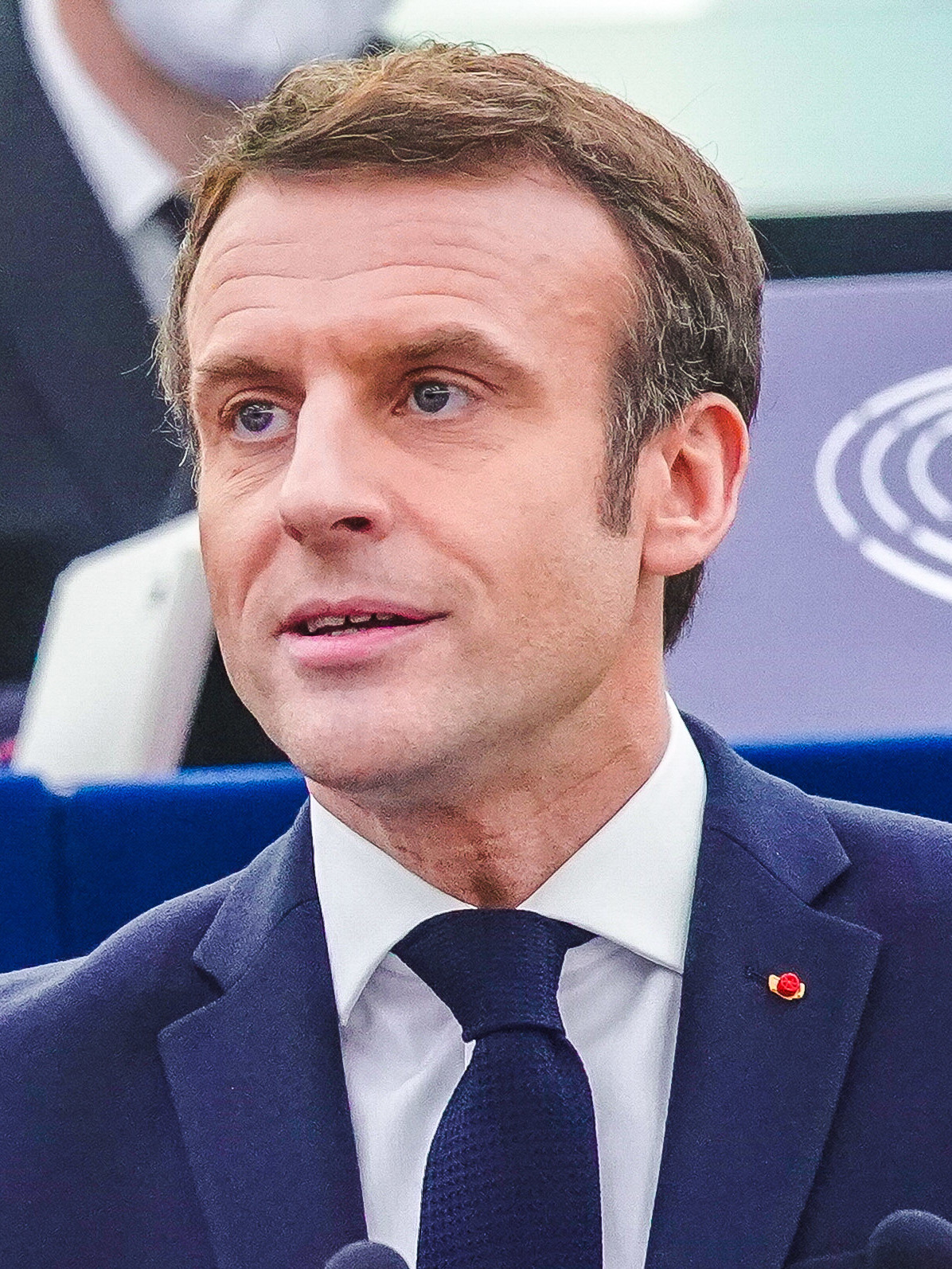
FRA Emmanuel Macron, presidente
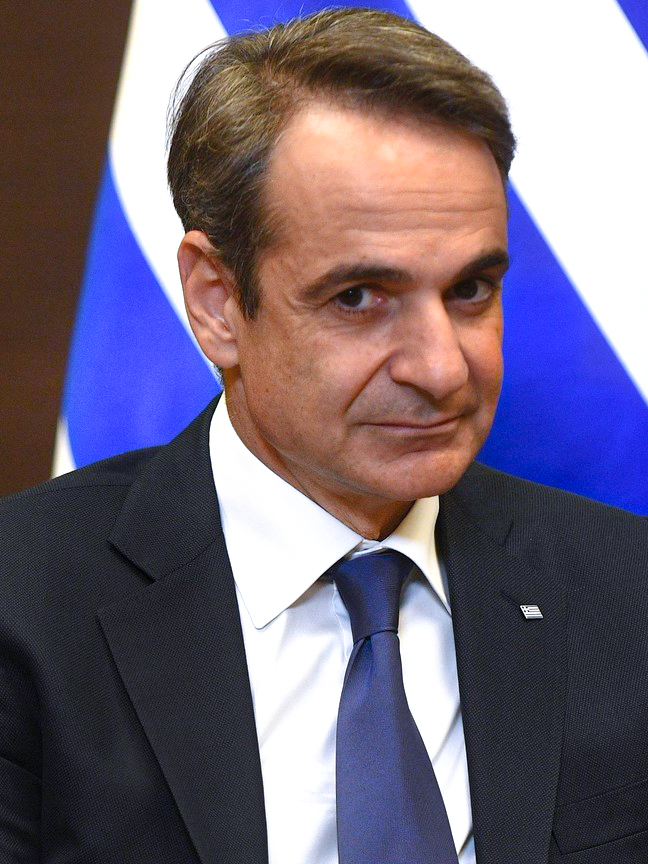
GRE Kyriakos Mitsotakis, primer ministro
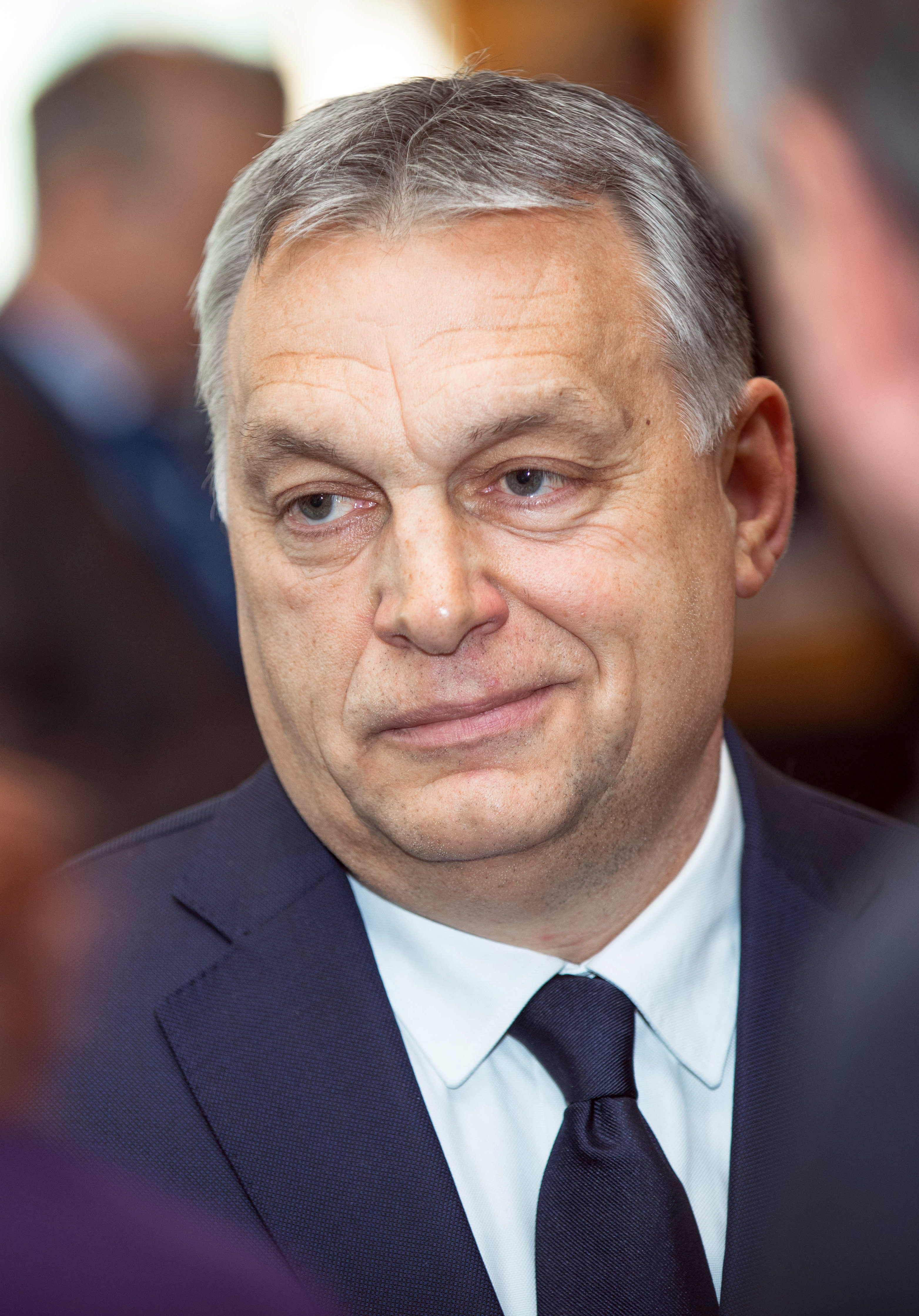
HUN Viktor Orbán, Primer ministro
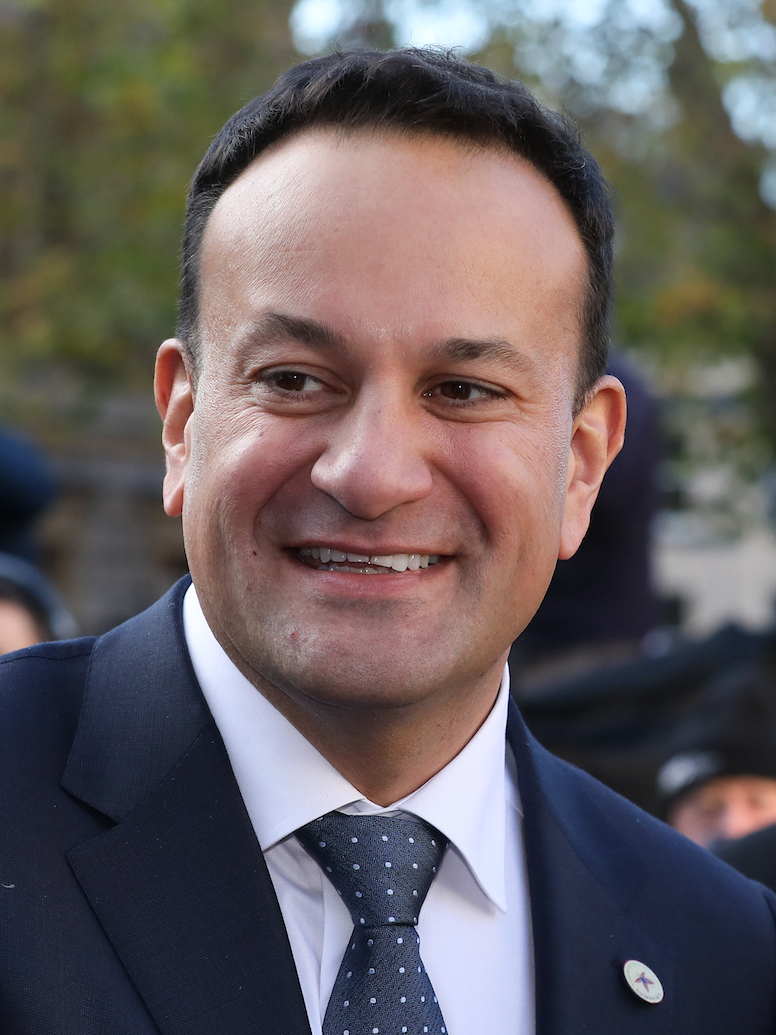
IRL Leo Varadkar, taoiseach
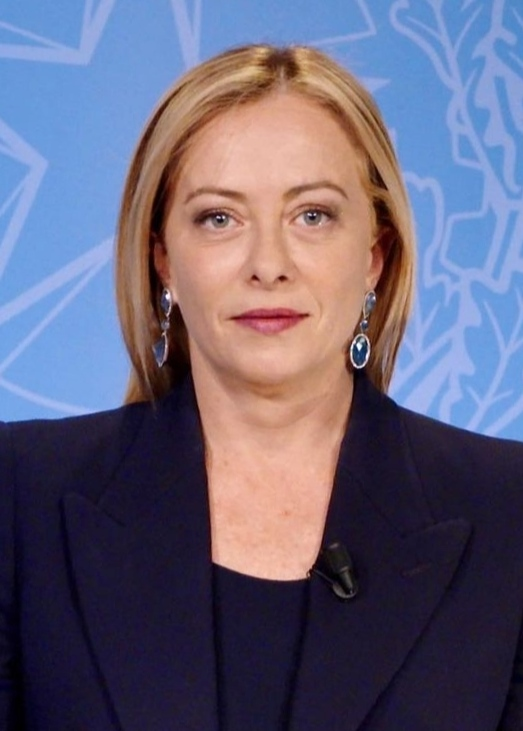
ITA Giorgia Meloni, primera ministra
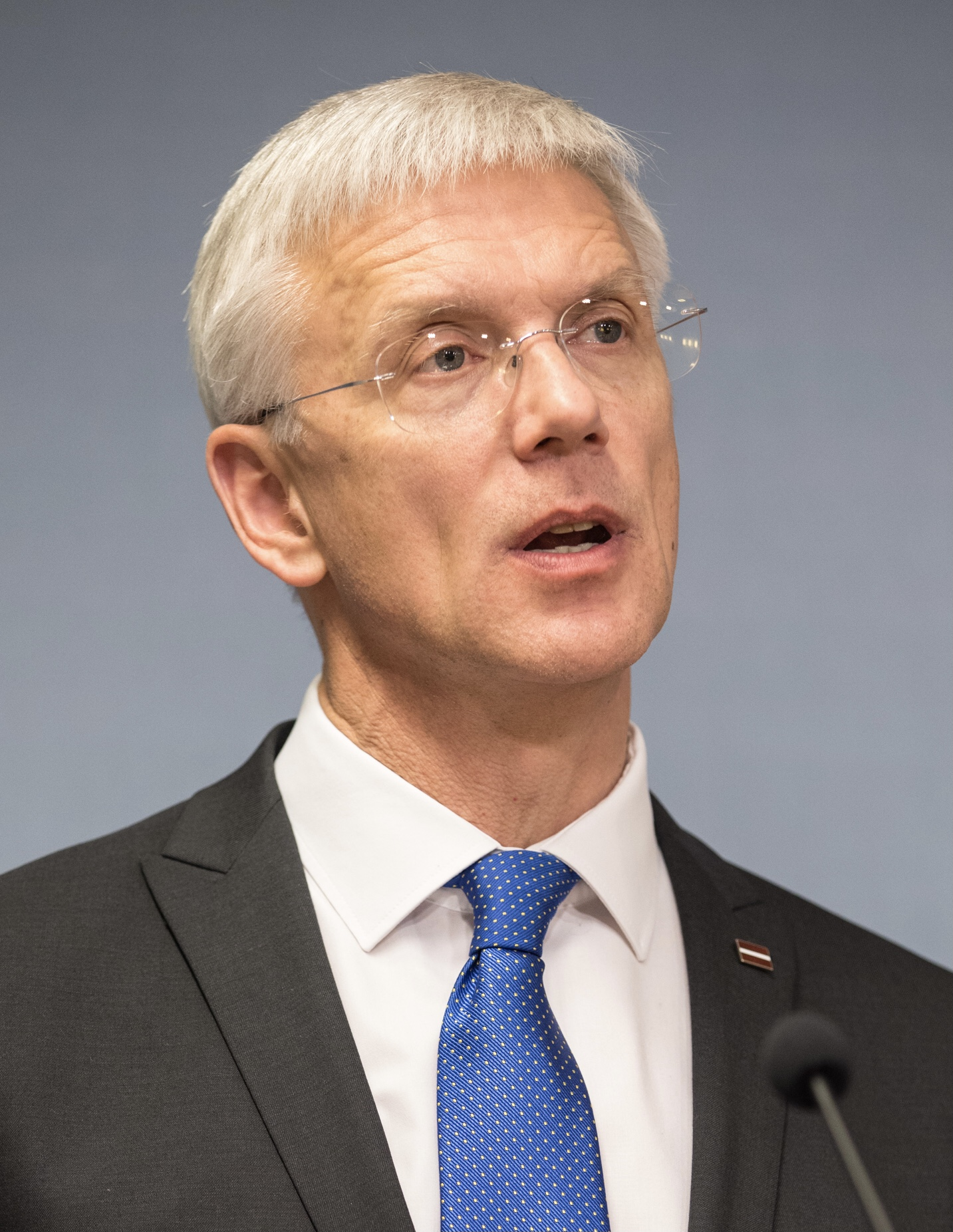
LET Arturs Krišjānis Kariņš, primer ministro
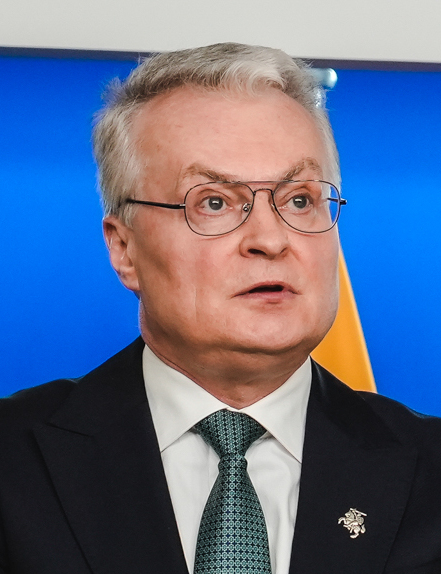
' Gitanas Nausėda, presidente
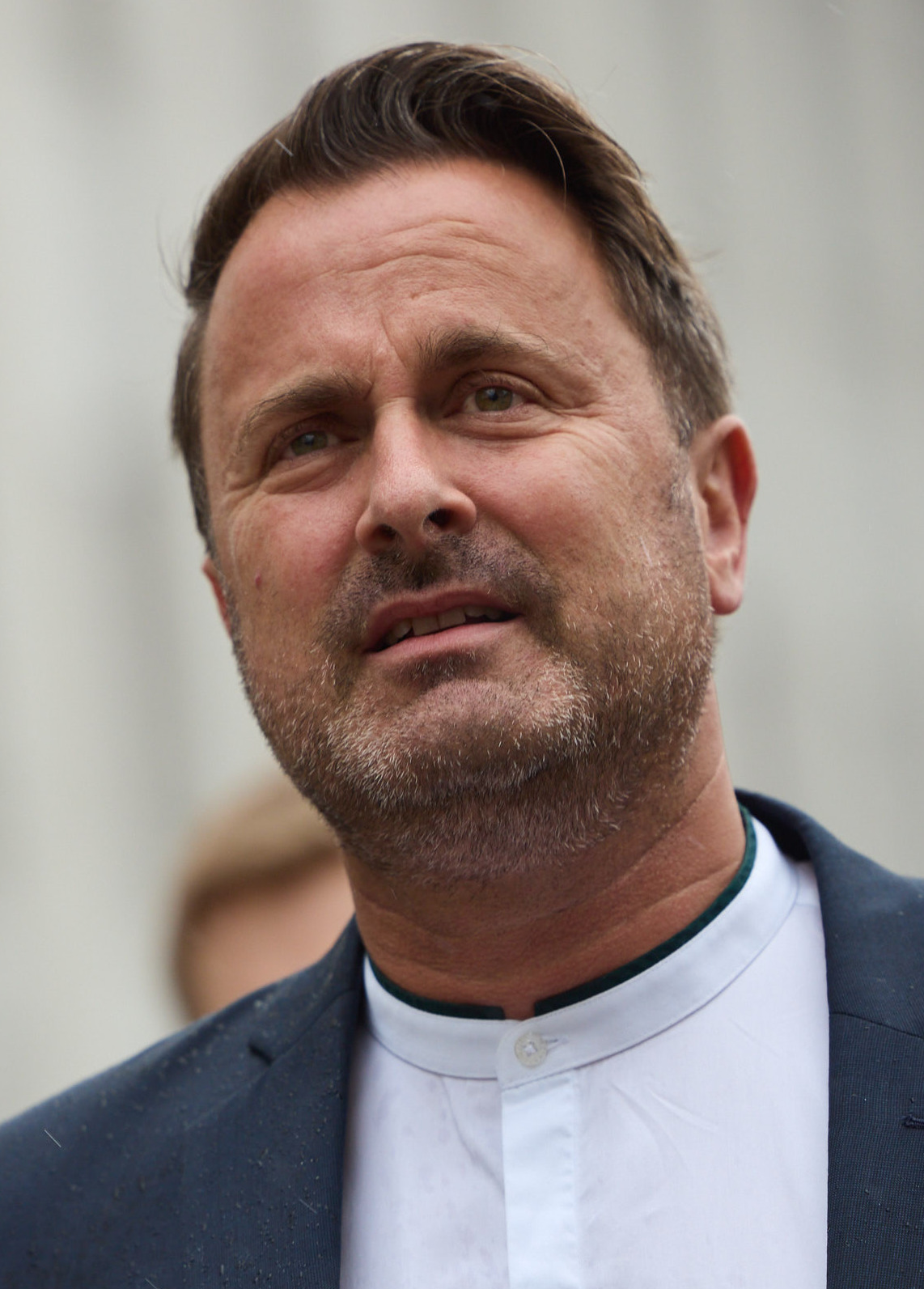
LUX Xavier Bettel, primer ministro
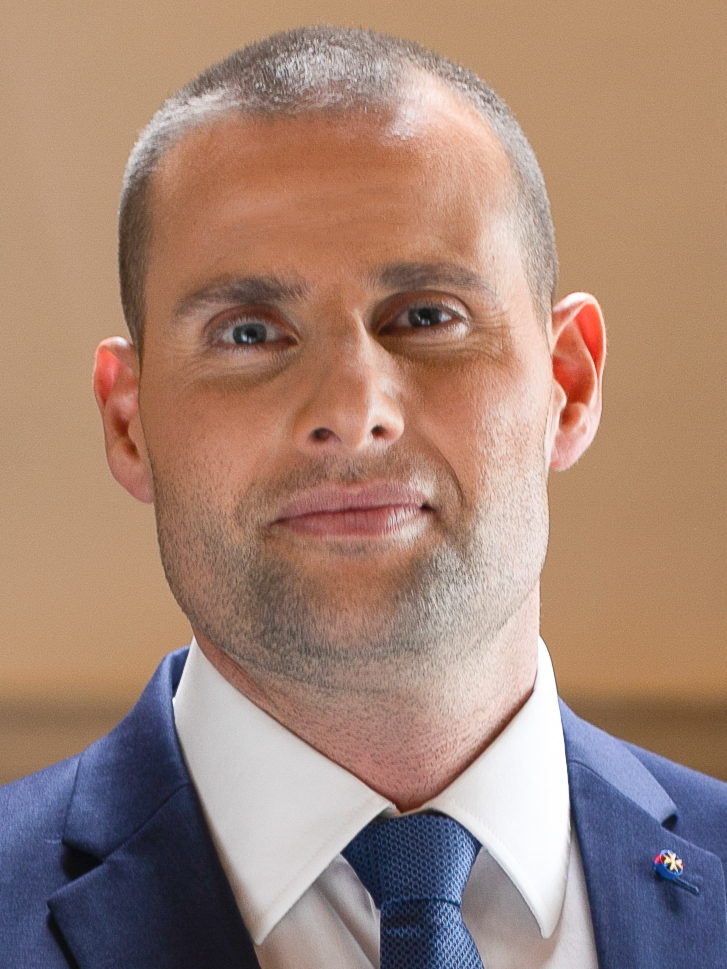
MLT Robert Abela, primer ministro
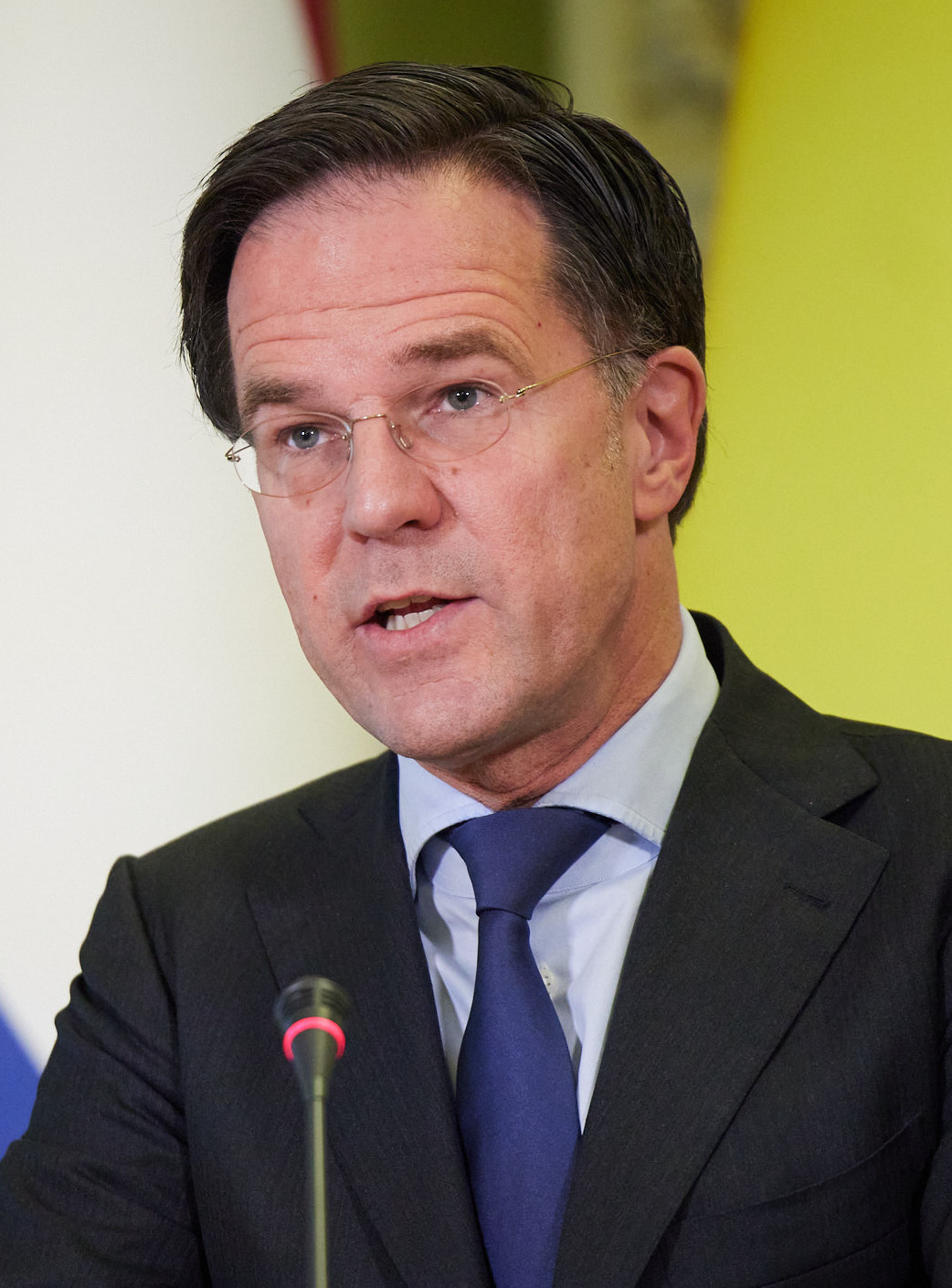
NED Mark Rutte, Primer ministro
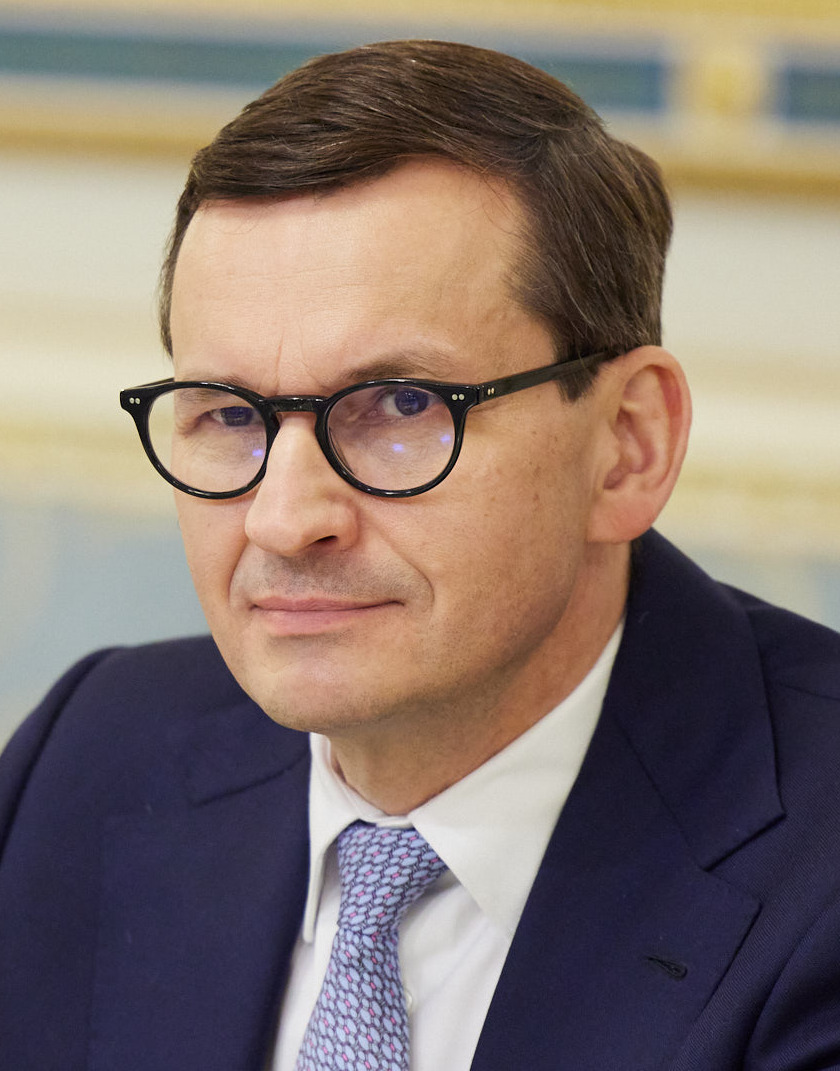
POL Mateusz Morawiecki, primer ministro
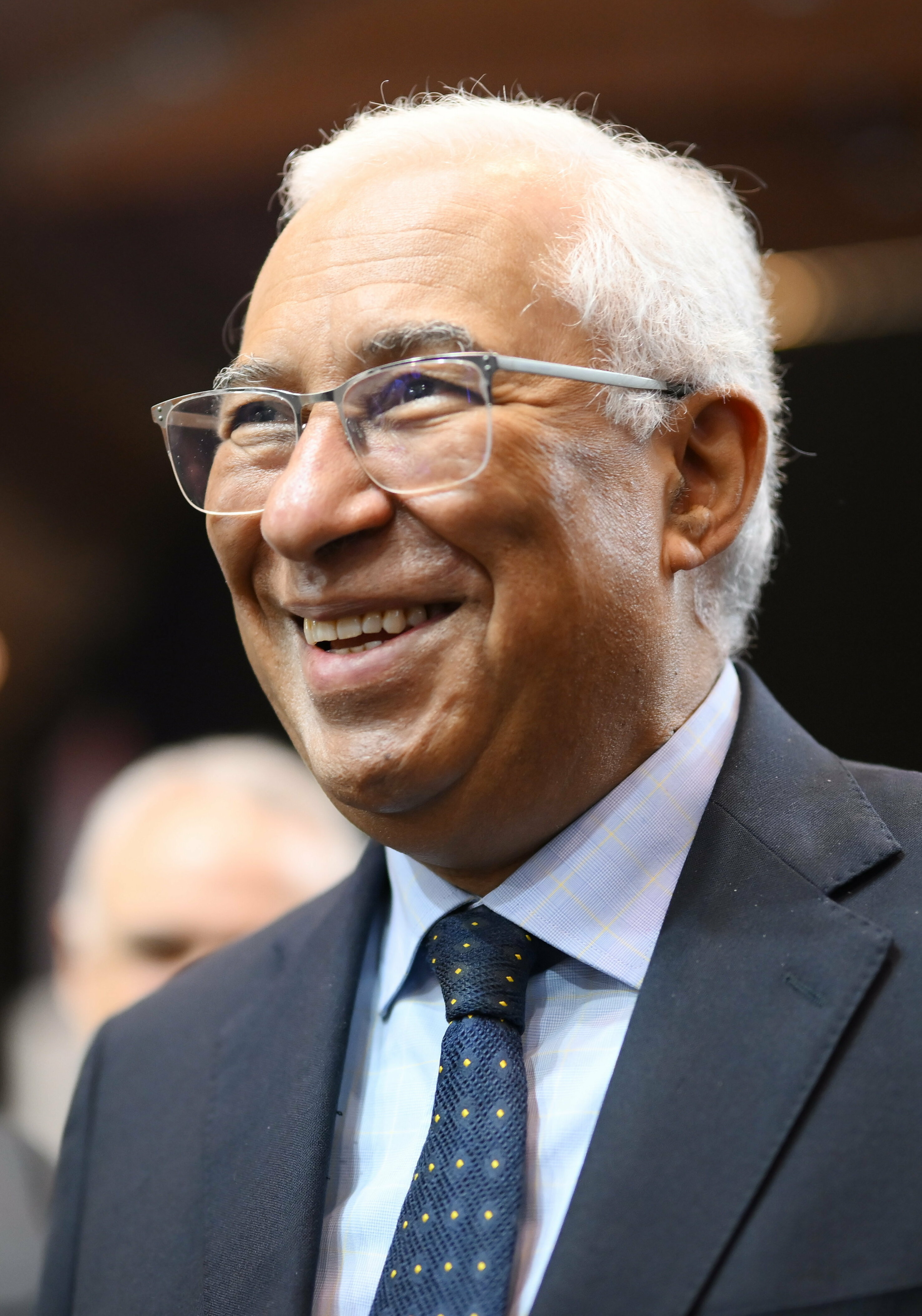
POR António Costa, primer ministro
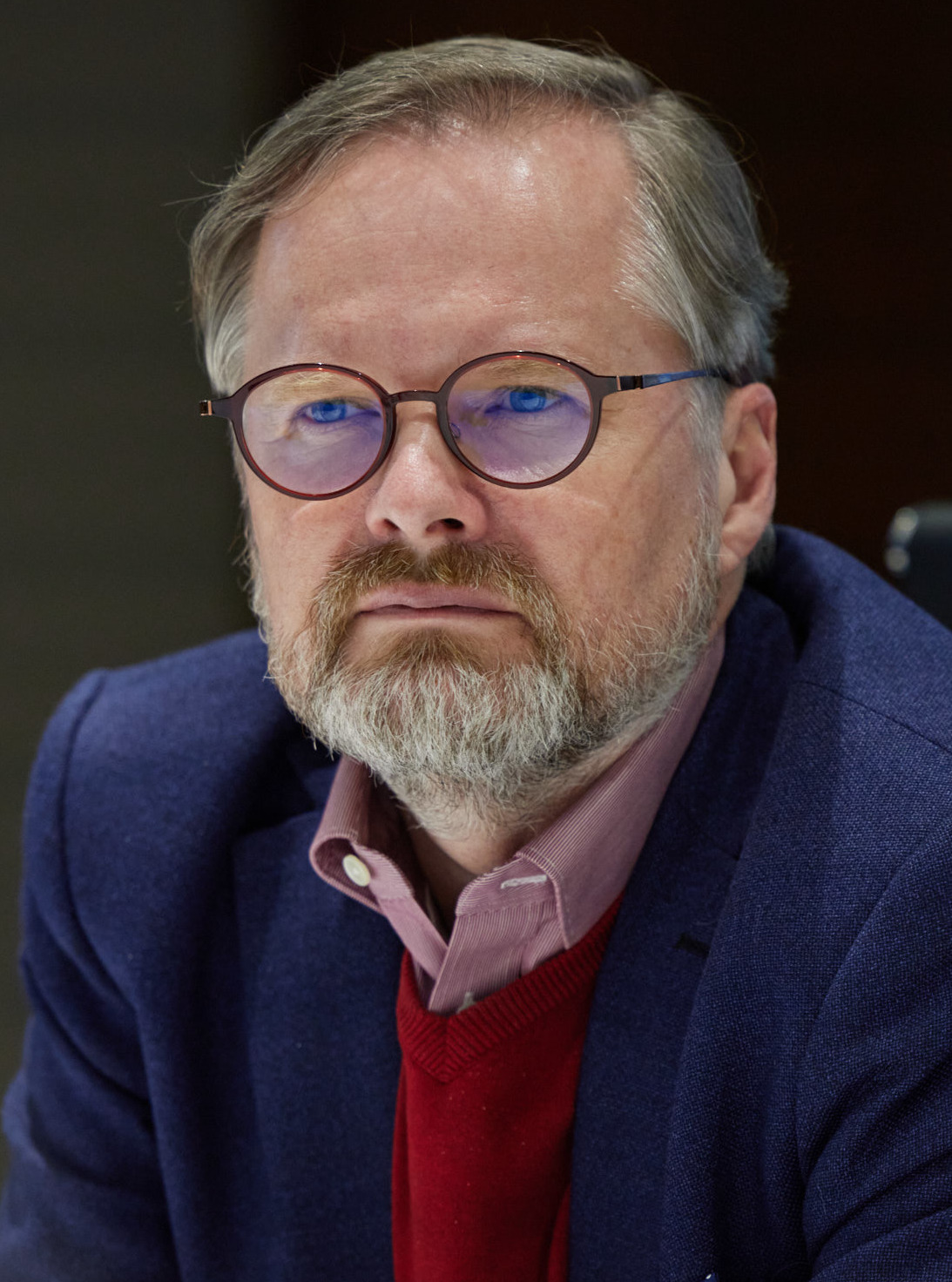
CZE Petr Fiala, primer ministro
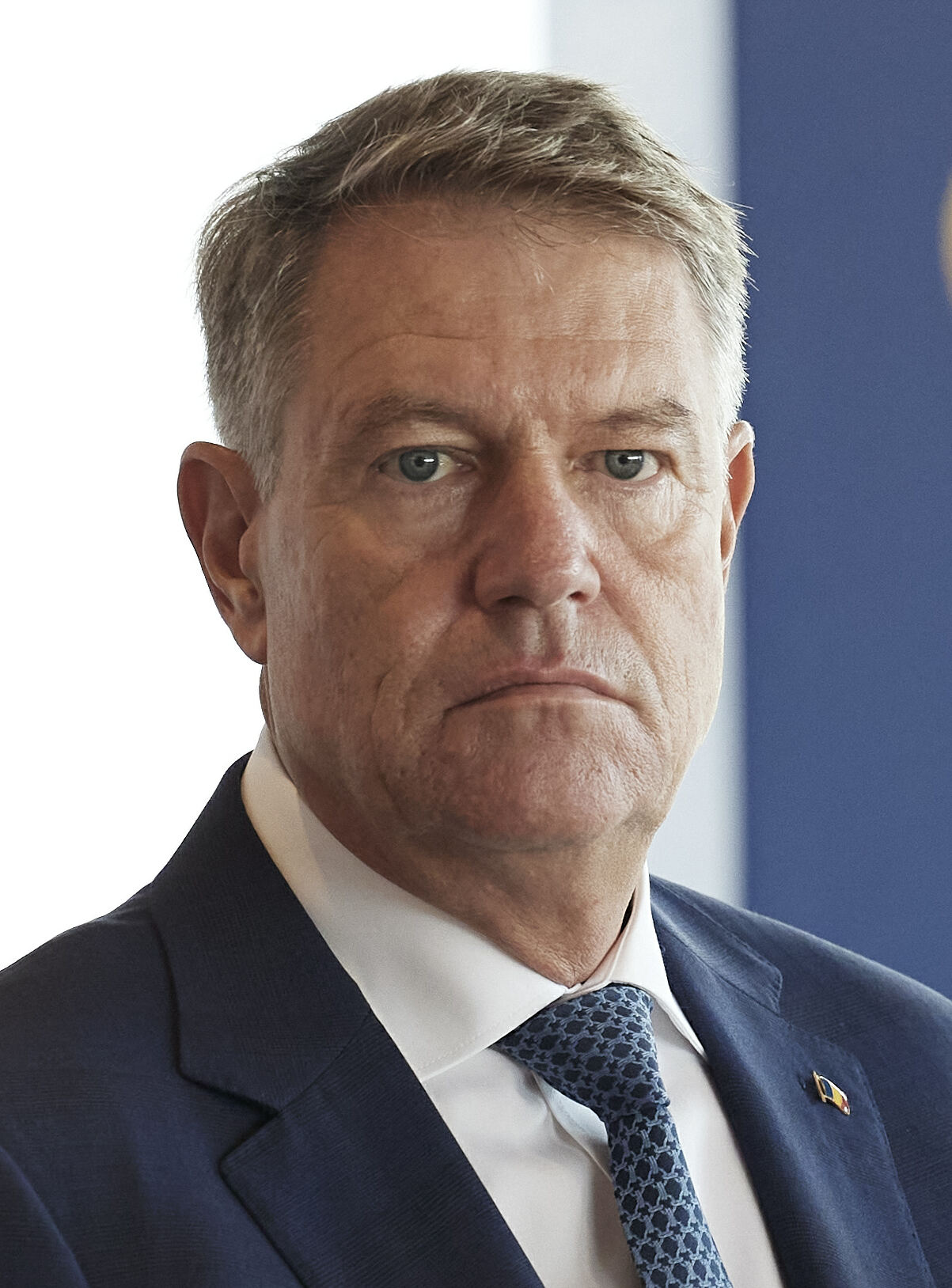
ROU Klaus Iohannis, presidente
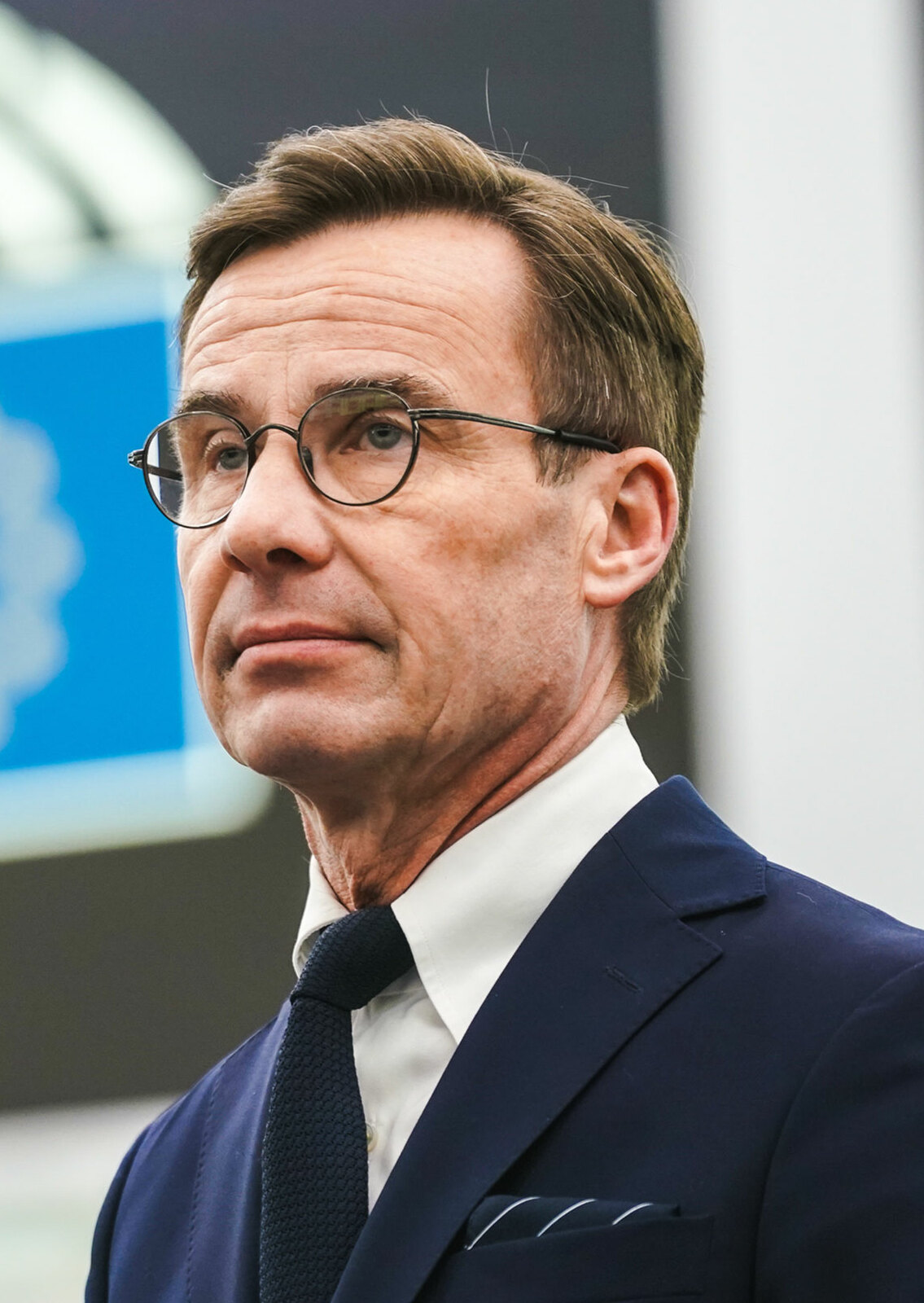
SUE Ulf Kristersson, primer ministro
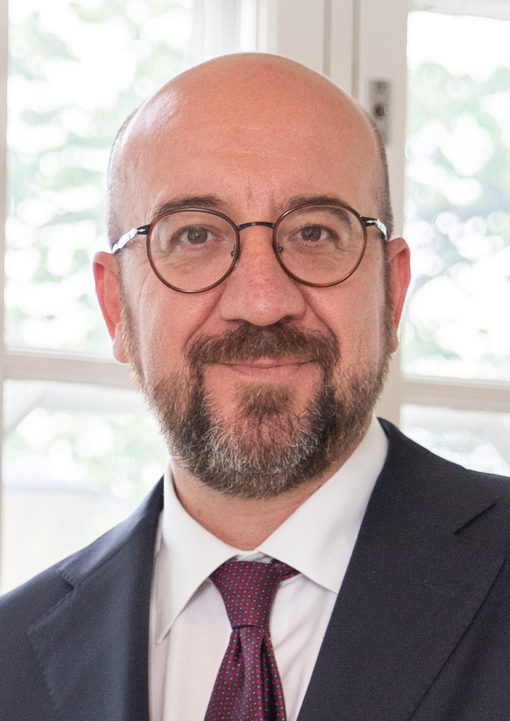
' Charles Michel, presidente del Consejo Europeo
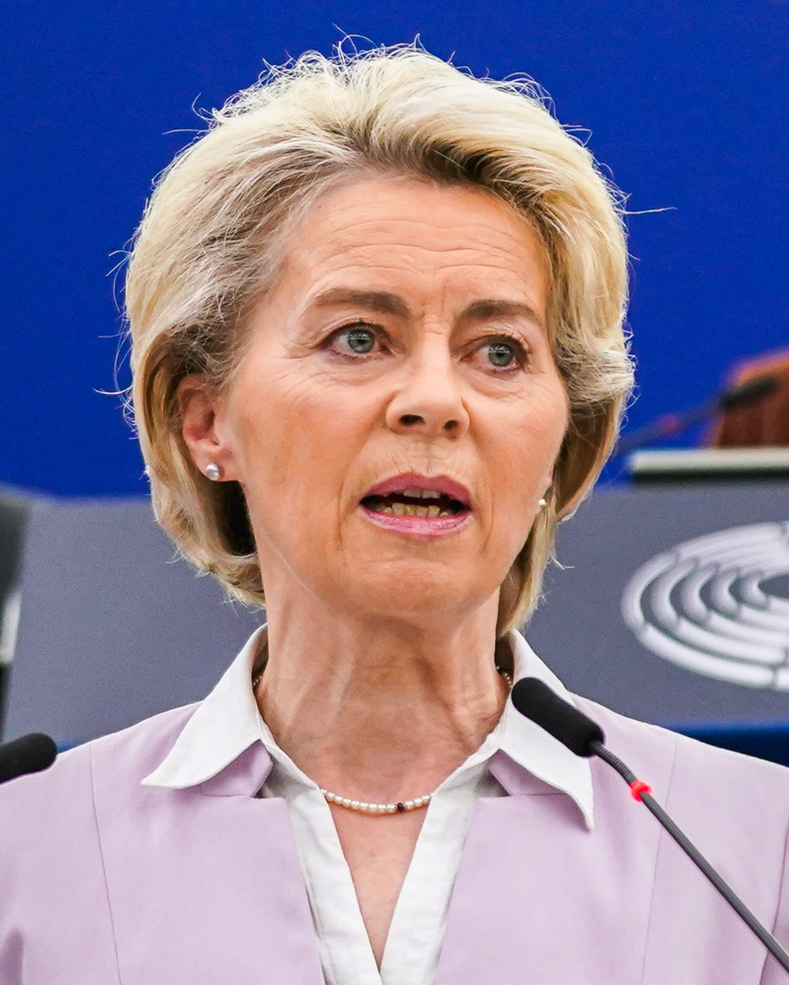
' Ursula von der Leyen, presidenta de la Comisión Europea

- Alemania
Olaf Scholz, canciller
- Austria
Karl Nehammer, canciller
- Bélgica
Alexander De Croo, primer ministro
- Bulgaria
Nikolai Denkov, primer ministro
- Chipre
Níkos Christodoulídis, presidente
- Croacia
Andrej Plenković, primer ministro
- Dinamarca
Mette Frederiksen, primera ministra
- Eslovaquia
Robert Golob, primer ministro
- Eslovenia
Ľudovít Ódor, primer ministro
- España
Pedro Sánchez, presidente del gobierno
- Estonia
Ausente
- Finlandia
Petteri Orpo, primer ministro
- Francia
Emmanuel Macron, presidente
- Grecia
Kyriakos Mitsotakis, primer ministro
- Hungría
Viktor Orbán, Primer ministro
- Irlanda
Leo Varadkar, taoiseach
- Italia
Giorgia Meloni, primera ministra
- Letonia
Arturs Krišjānis Kariņš, primer ministro
- Lituania
Gitanas Nausėda, presidente
- Luxemburgo
Xavier Bettel, primer ministro
- Malta
Robert Abela, primer ministro
- Países Bajos
Mark Rutte, Primer ministro
- Polonia
Mateusz Morawiecki, primer ministro
- Portugal
António Costa, primer ministro
- República Checa
Petr Fiala, primer ministro
- Rumania
Klaus Iohannis, presidente
- Suecia
Ulf Kristersson, primer ministro
- Unión Europea
Charles Michel, presidente del Consejo Europeo
- Unión Europea
Ursula von der Leyen, presidenta de la Comisión Europea

### Comunidad de Estados Latinoamericanos y Caribeños

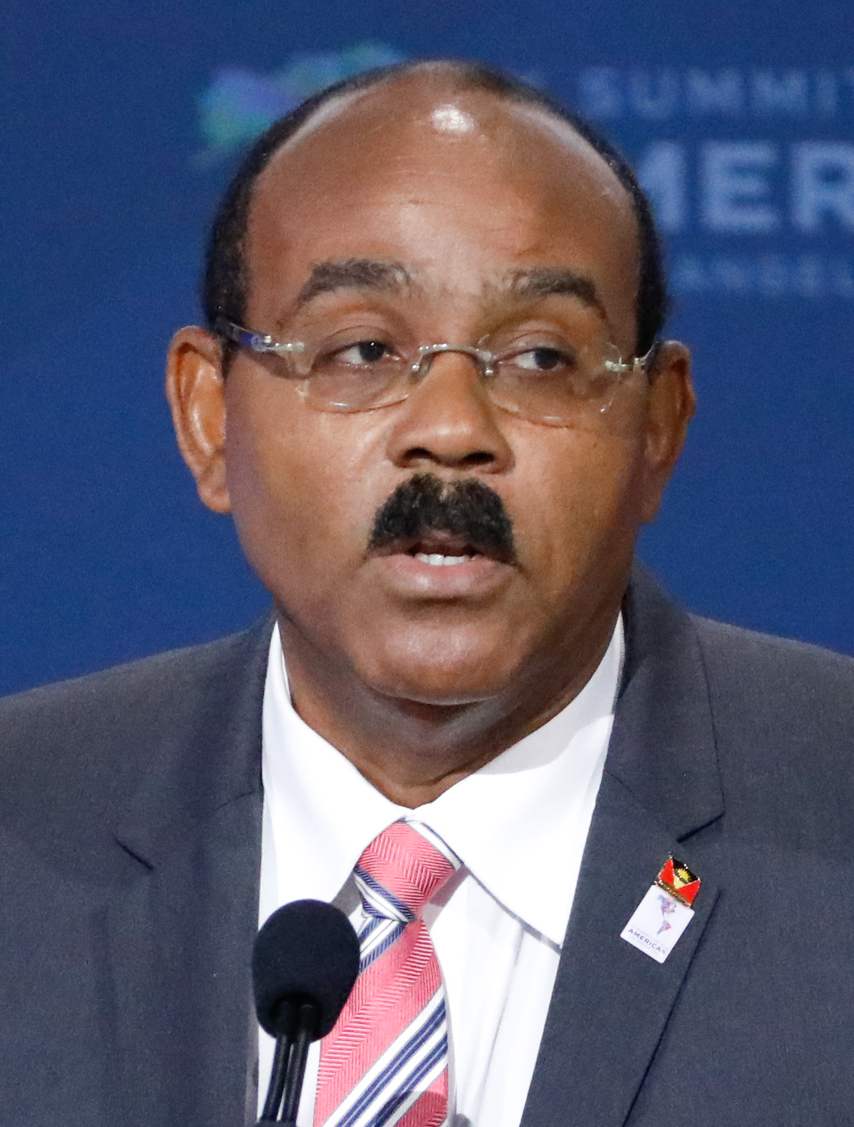
ATG Gaston Browne, primer ministro
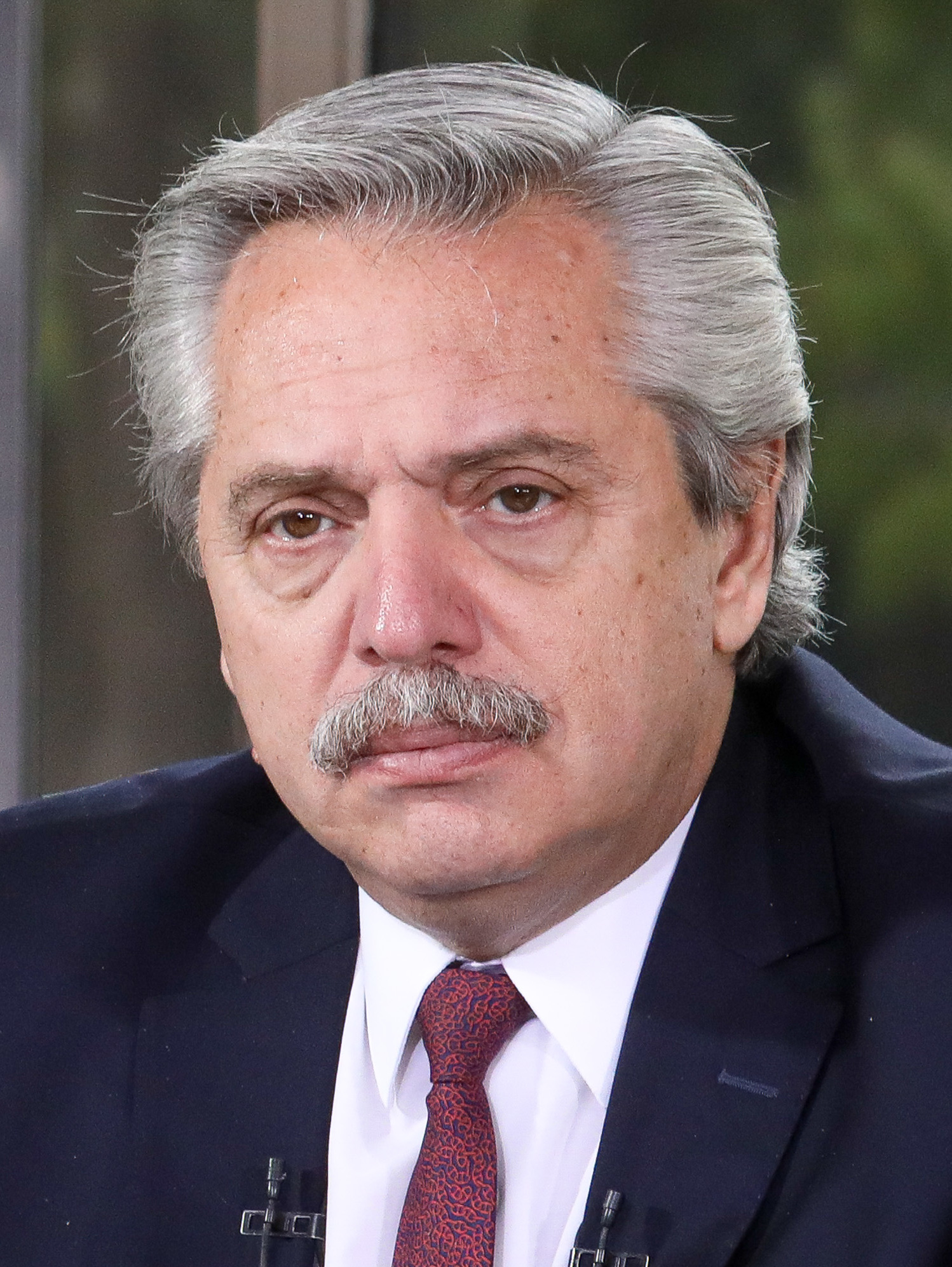
ARG Alberto Fernández, presidente
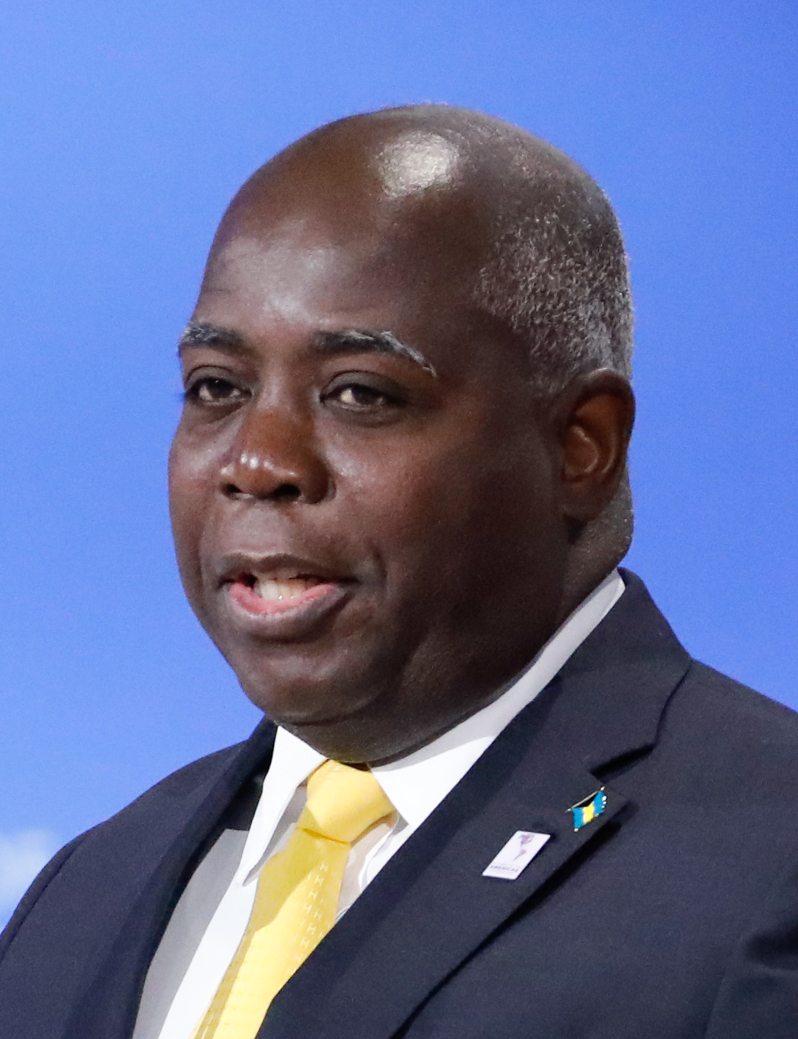
BAH Philip Davis, primer ministro
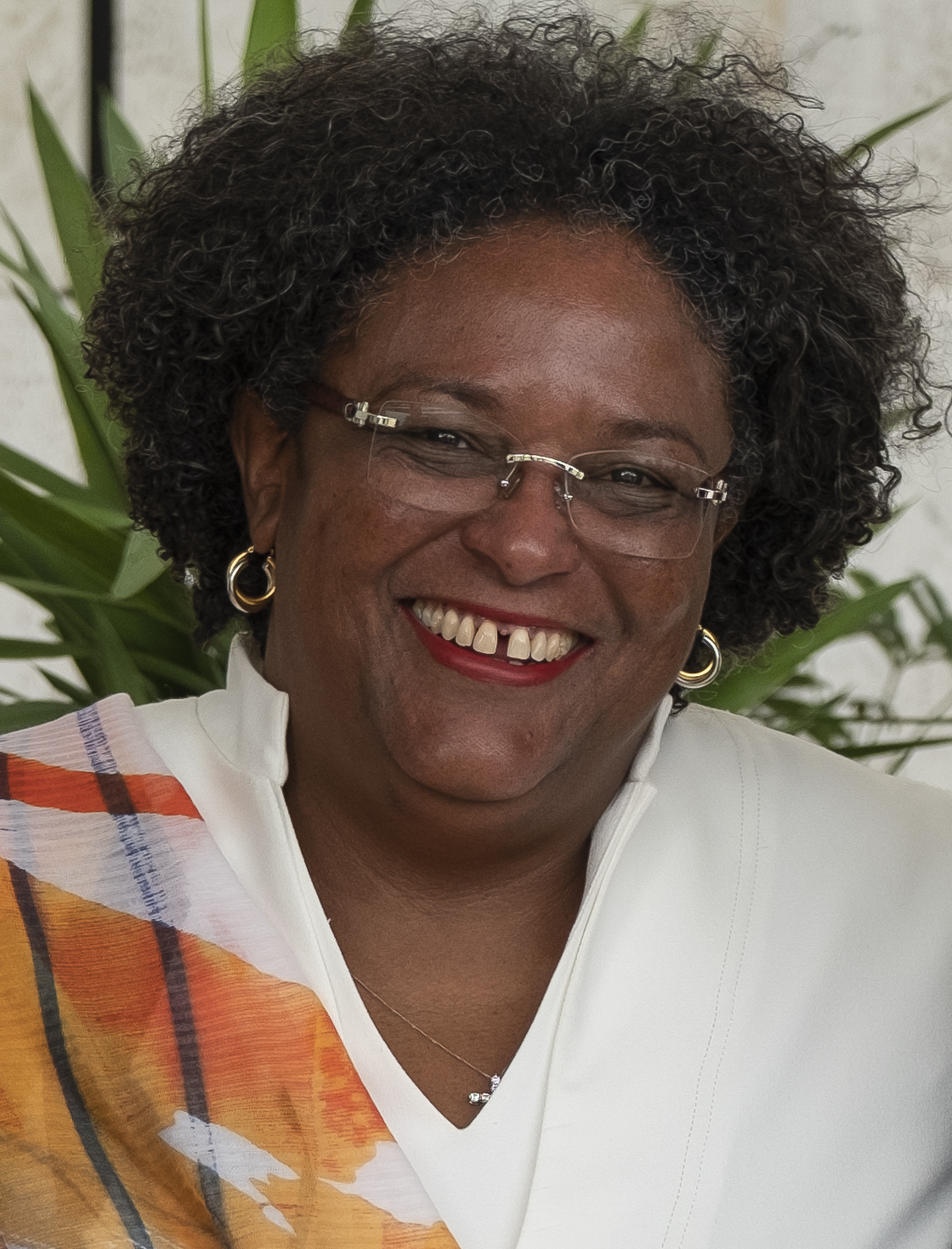
BAR Mia Mottley, primera ministra
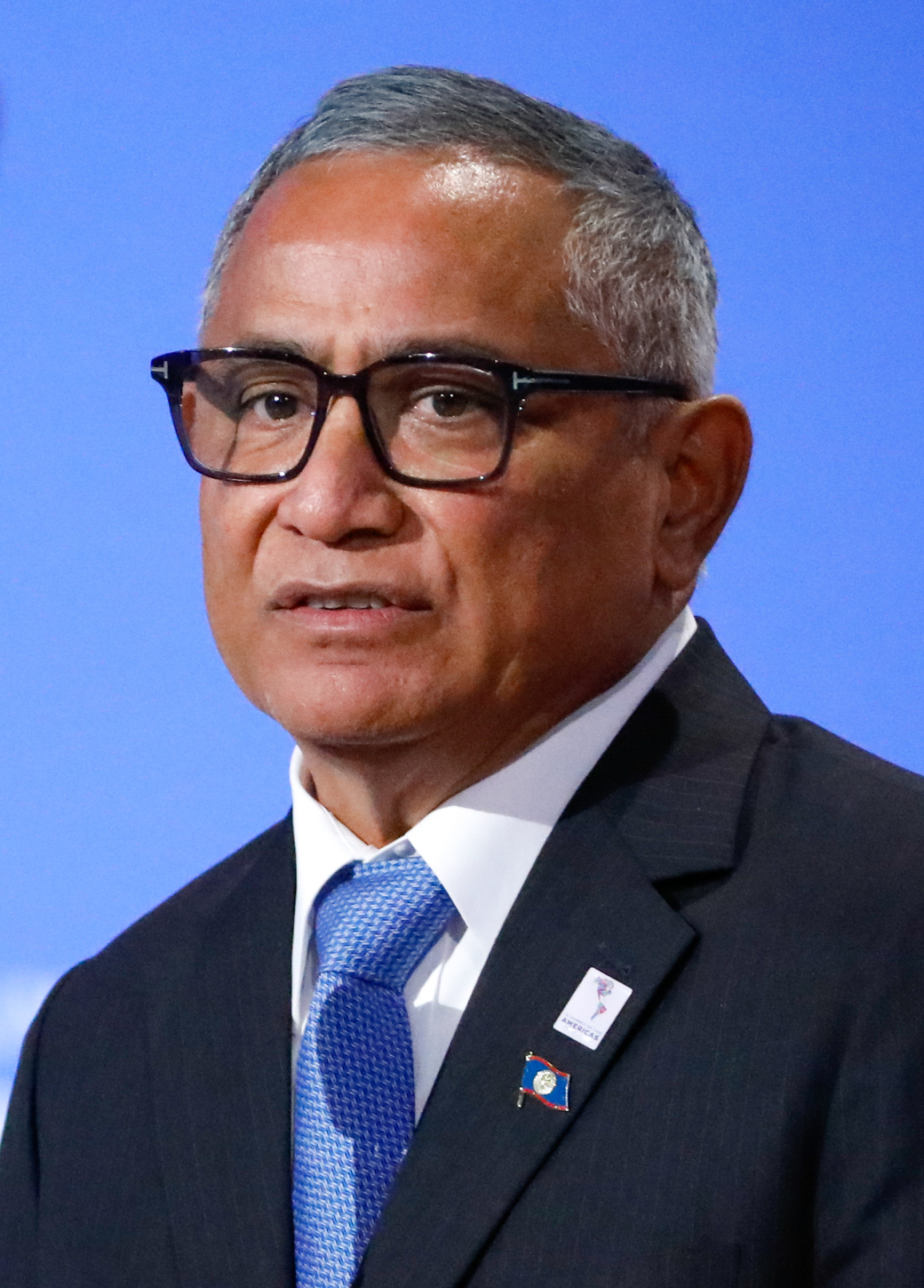
BLZ Johnny Briceño, primer ministro
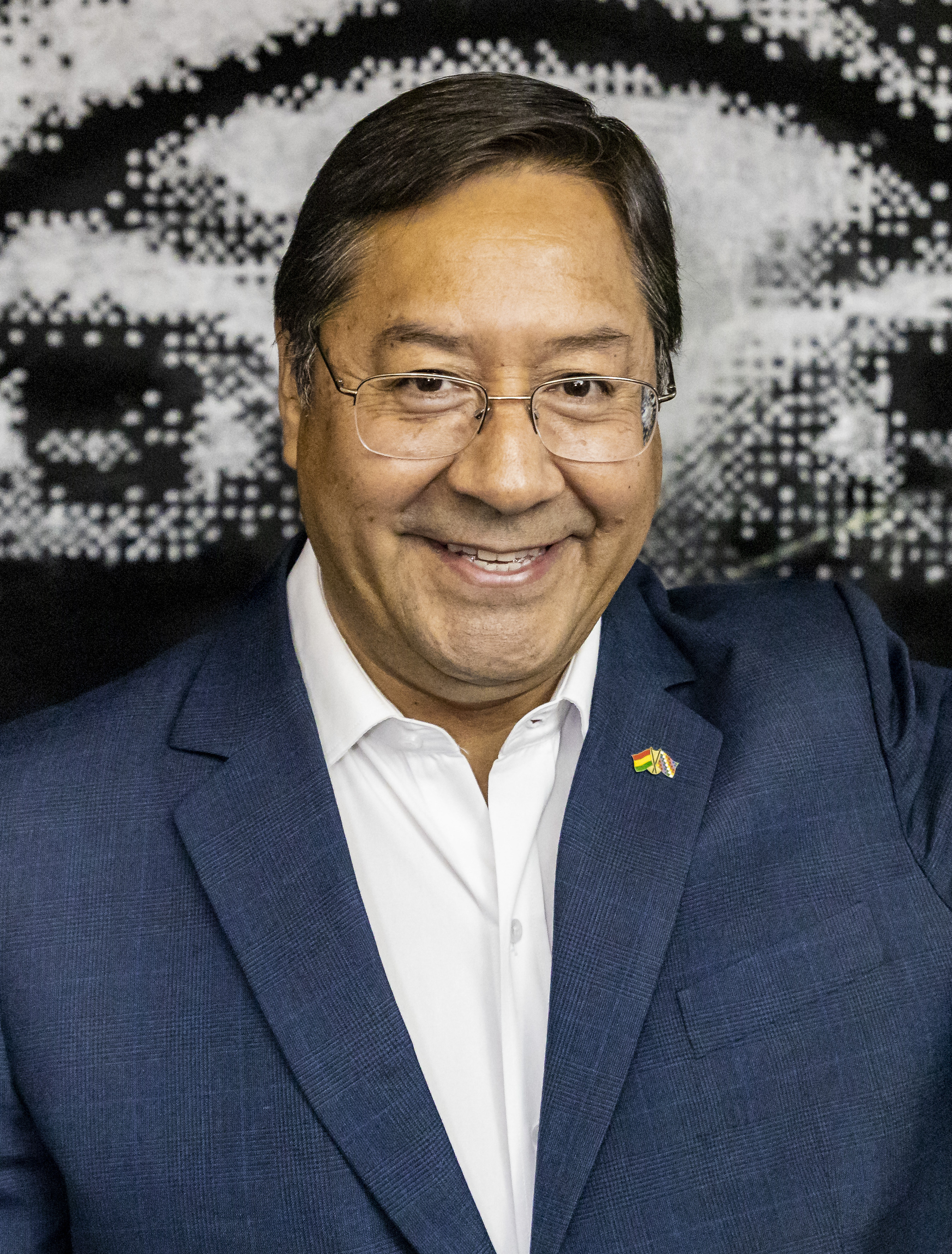
BOL Luis Arce, presidente
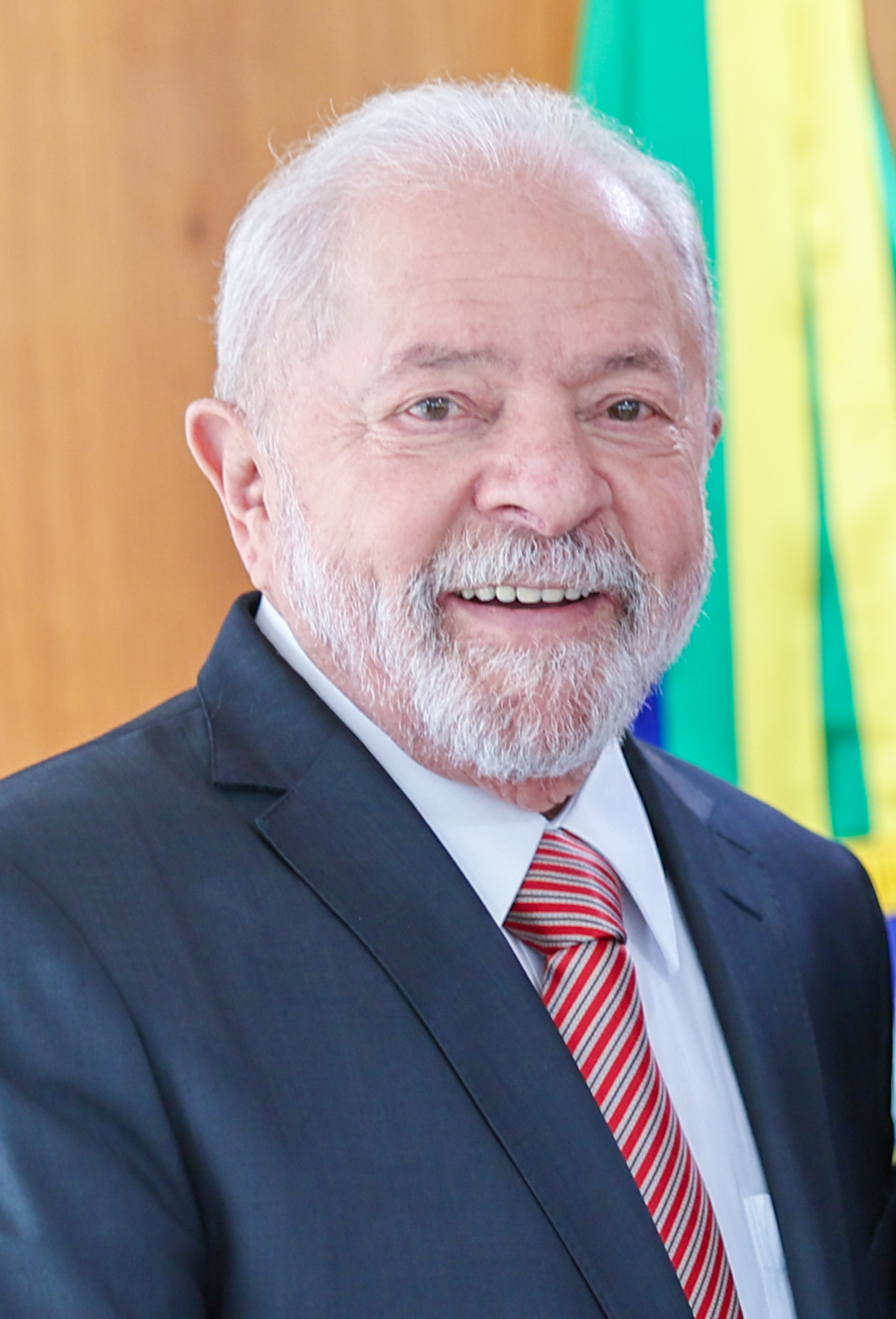
BRA Luiz Inácio Lula da Silva, presidente
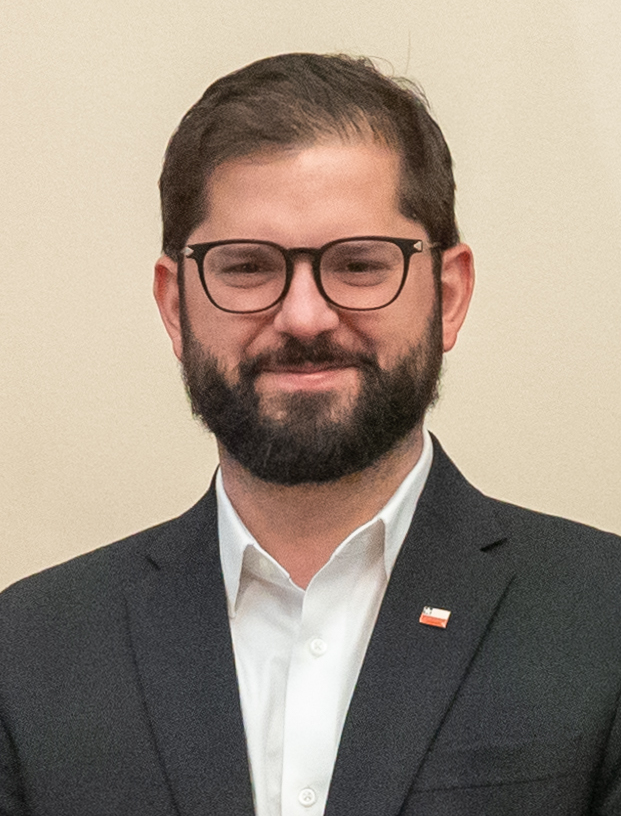
CHI Gabriel Boric, presidente
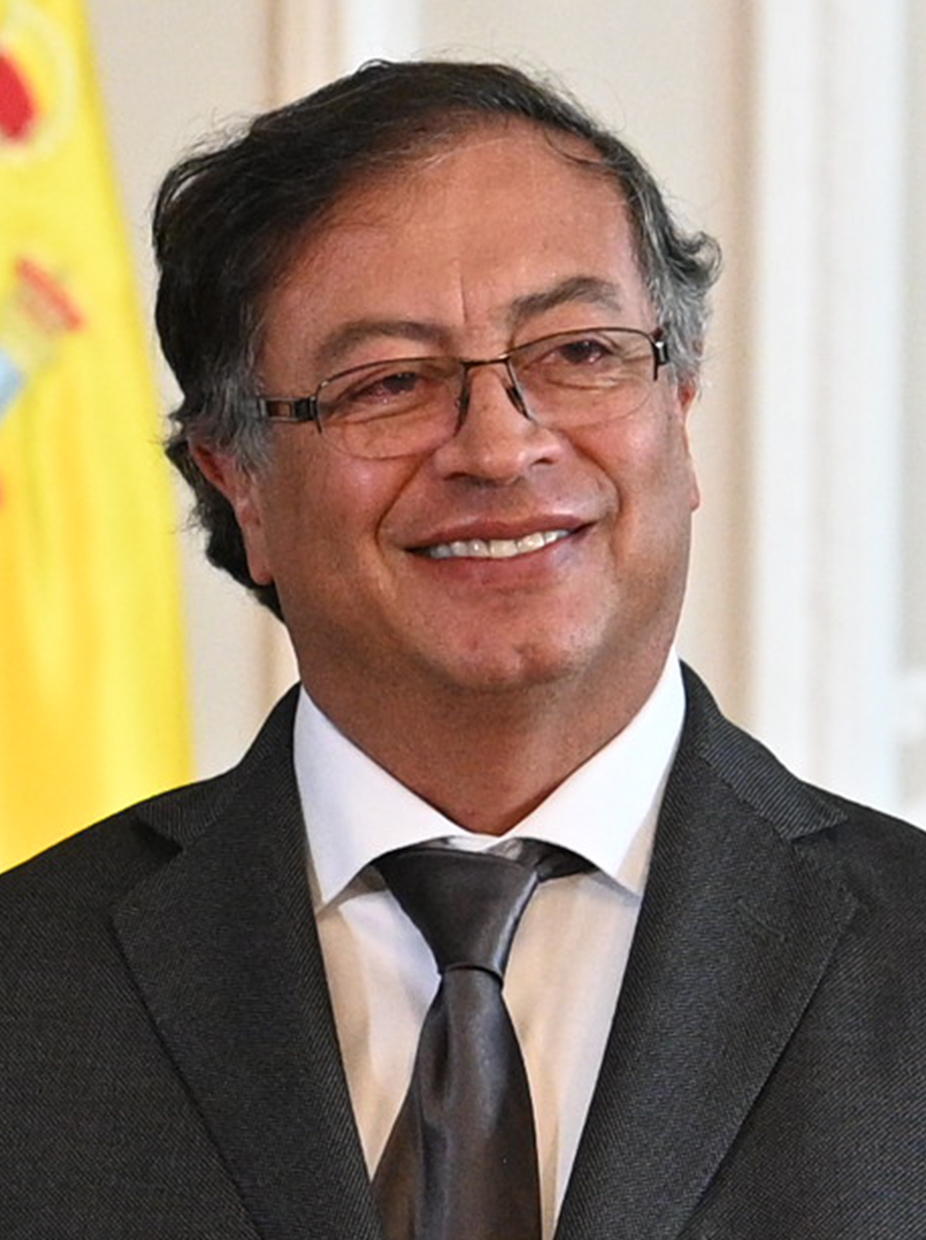
COL Gustavo Petro, presidente
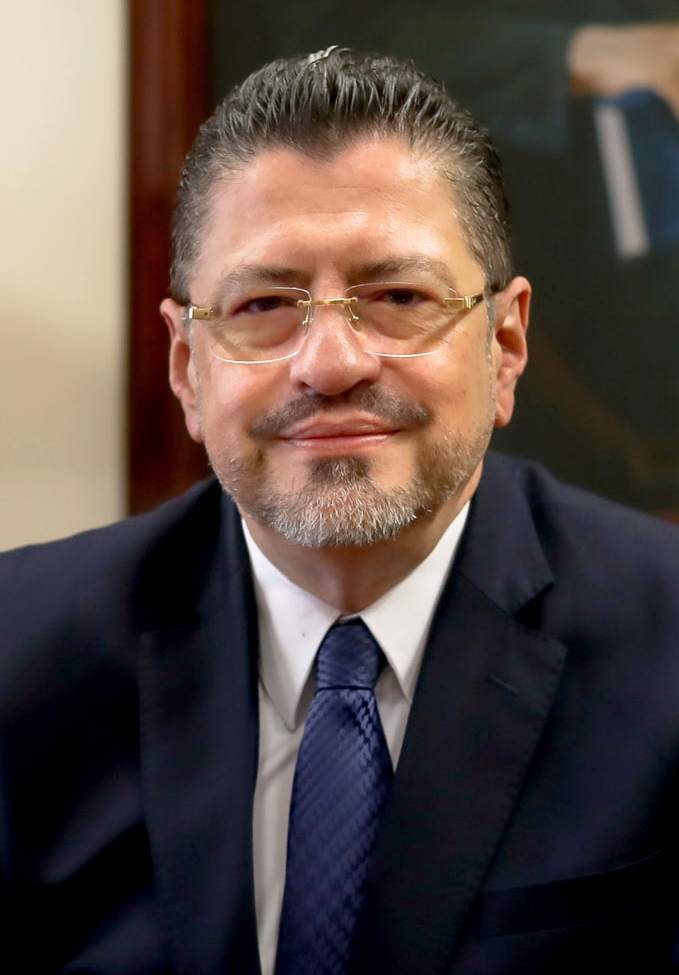
CRI Rodrigo Chaves, presidente
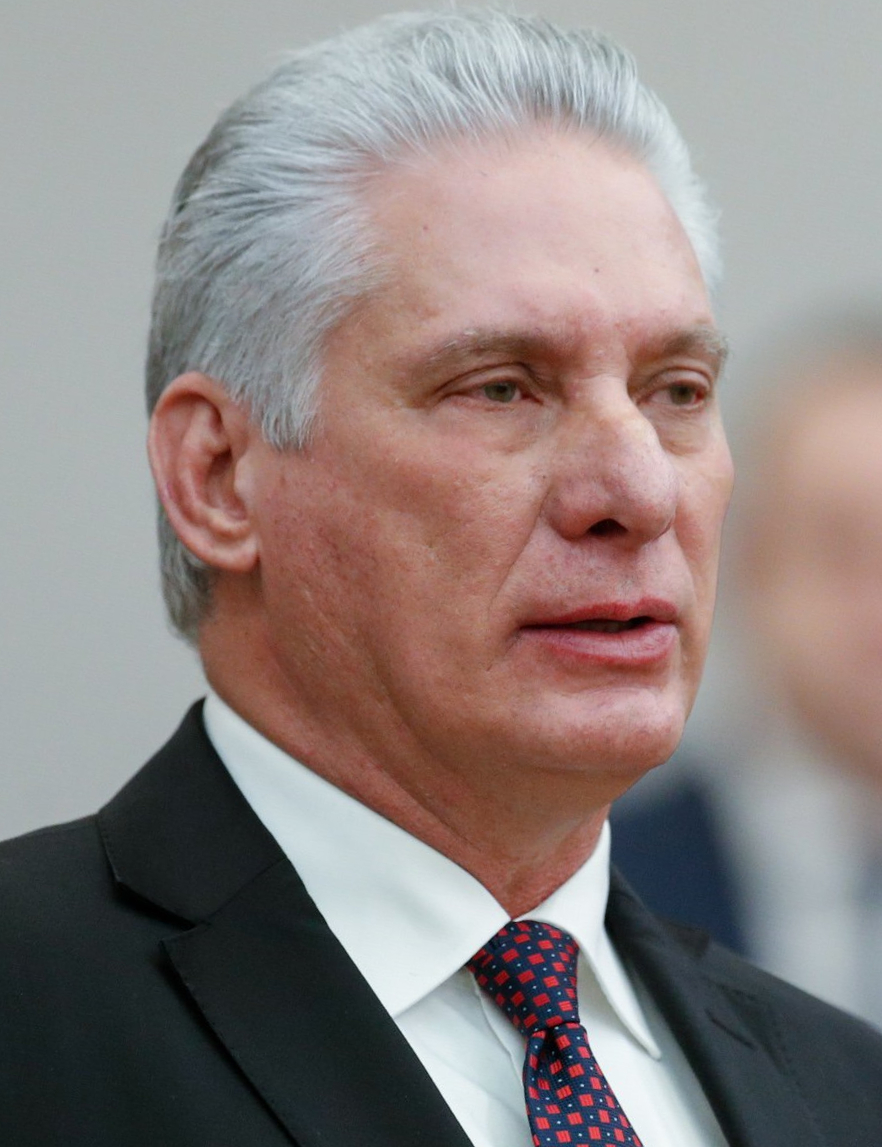
CUB Miguel Díaz Canel, presidente
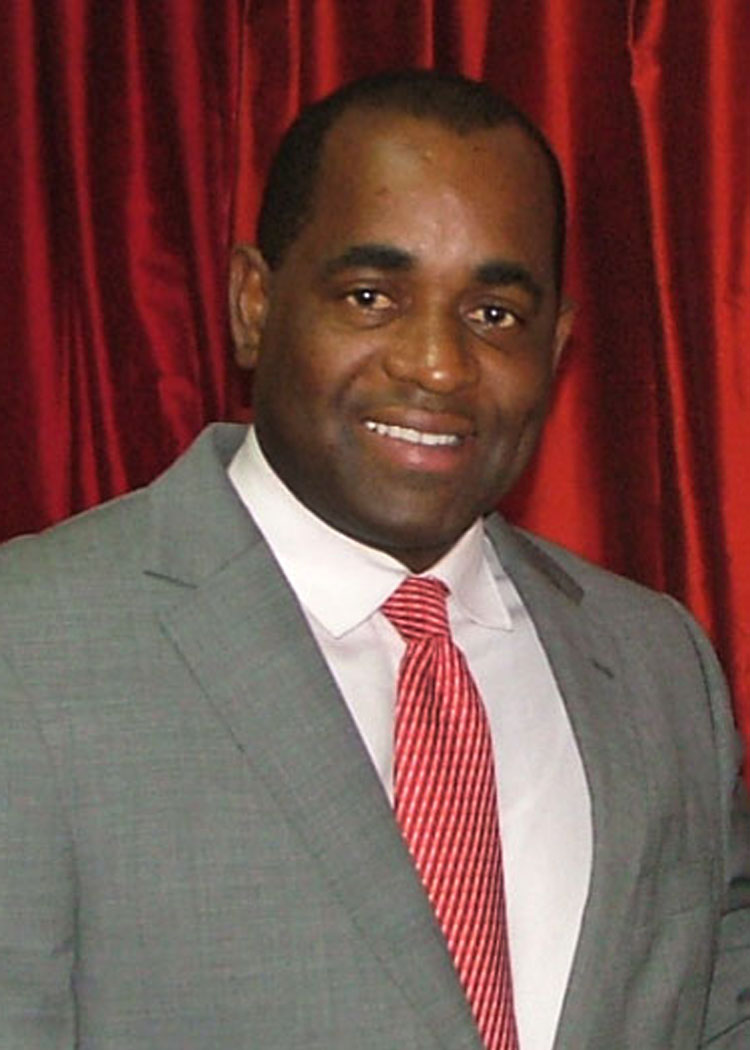
DMA Roosevelt Skerrit, primer ministro
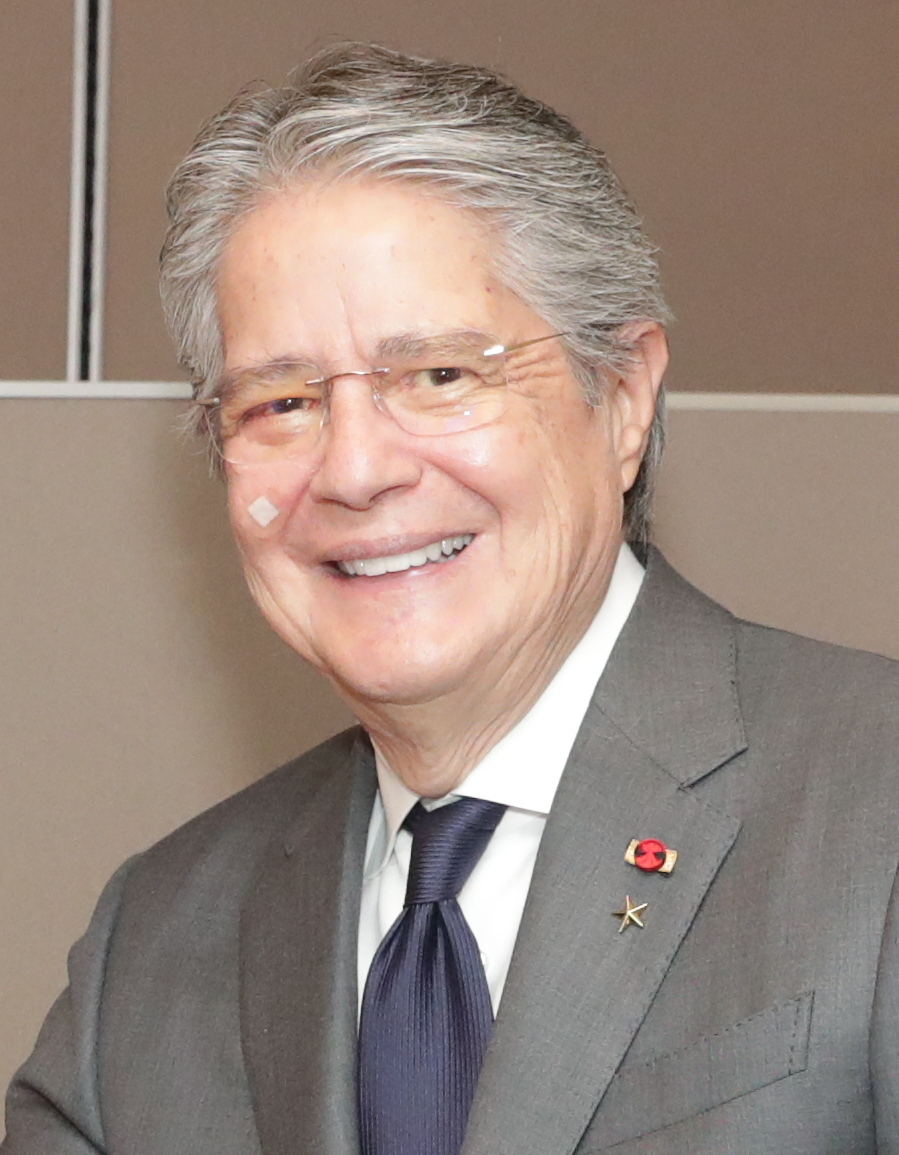
ECU Guillermo Lasso, presidente
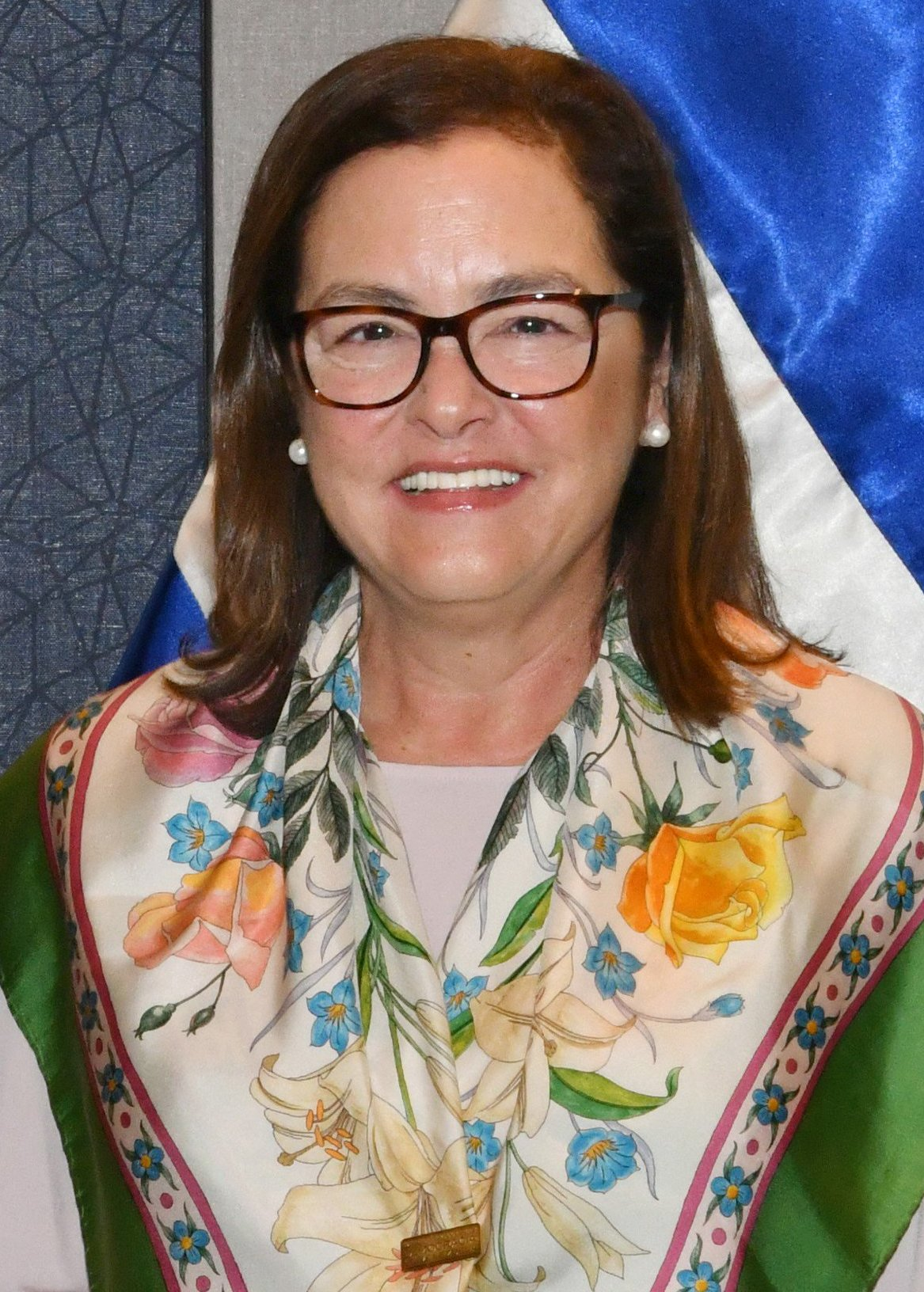
ESA Alexandra Hill, ministra de Relaciones Exteriores
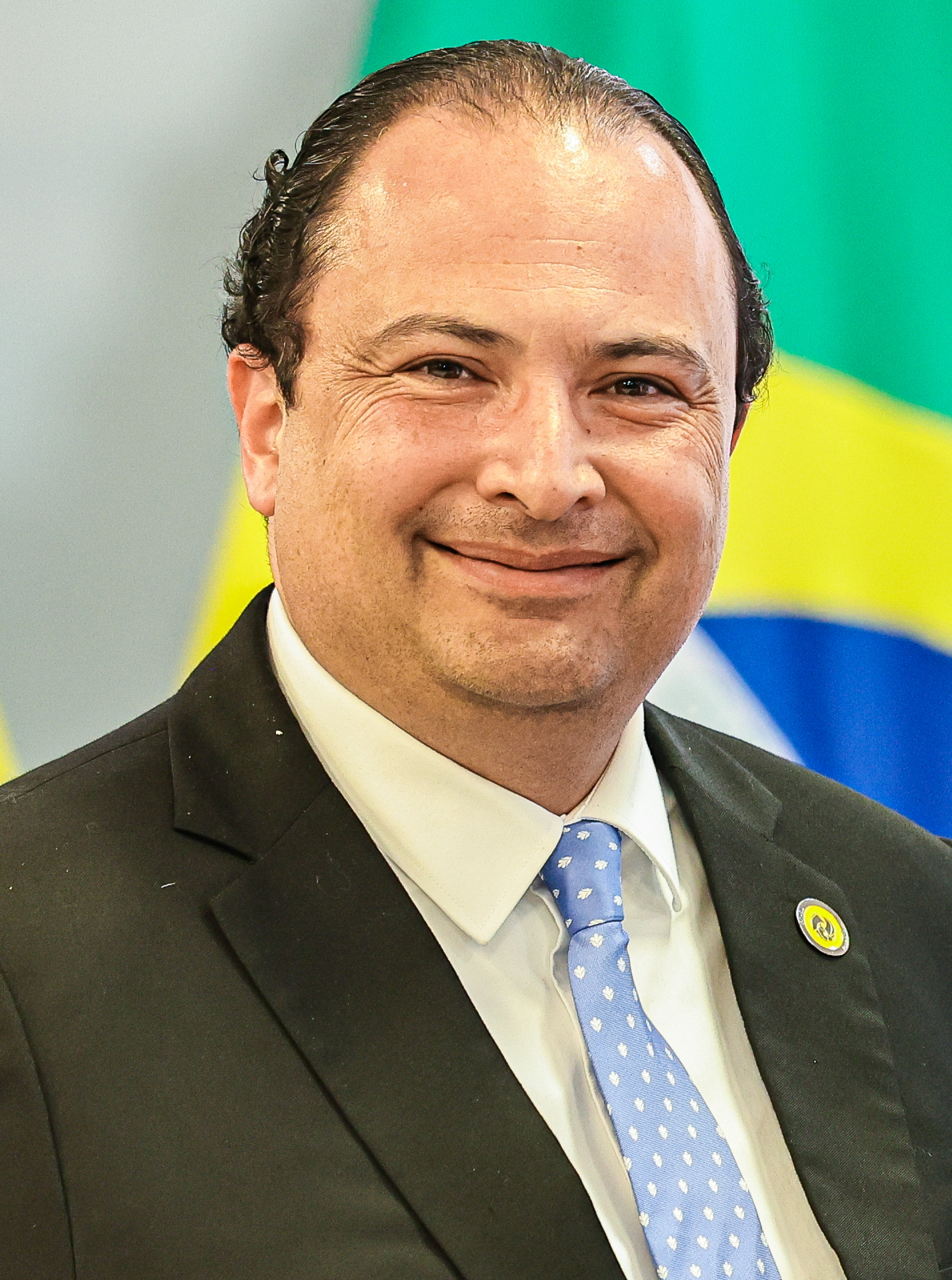
GUA Mario Búcaro, ministro de Relaciones Exteriores
GRD Joseph Andall, ministro de Relaciones Exteriores
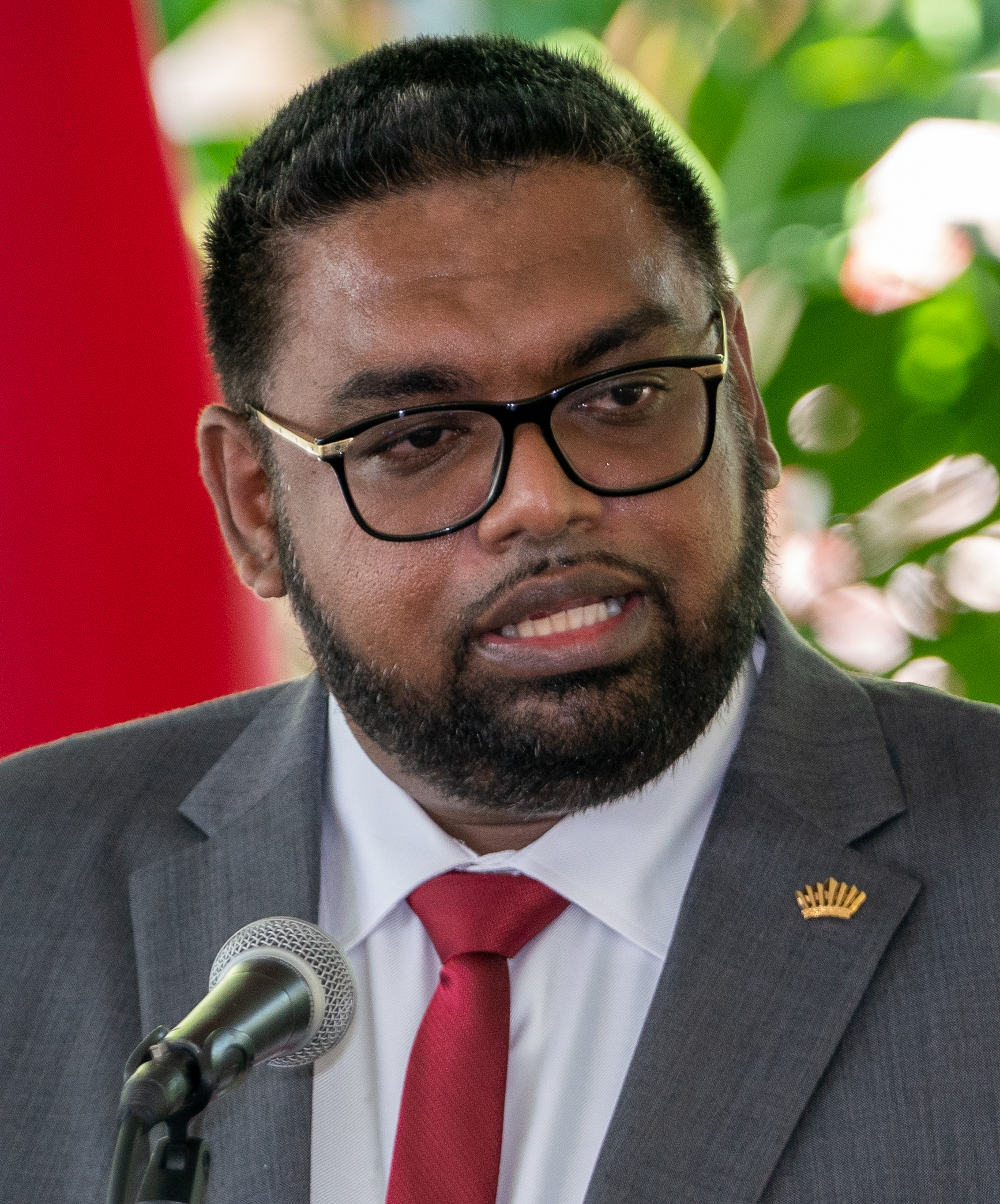
GUY Irfaan Ali, presidente
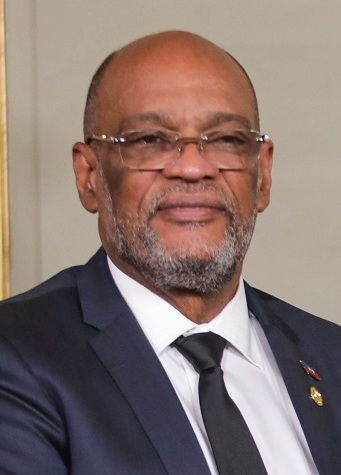
HAI Ariel Henry, presidente interino
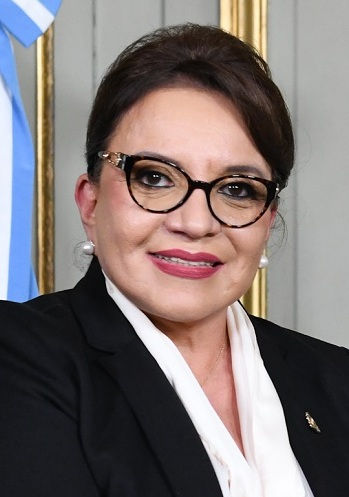
HON Xiomara Castro, presidenta
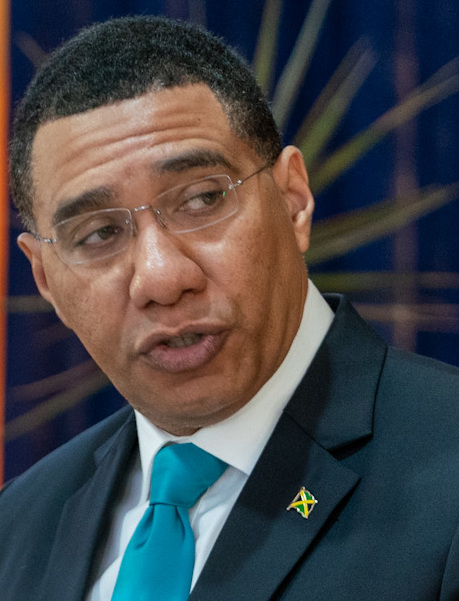
JAM Andrew Holness, primer ministro
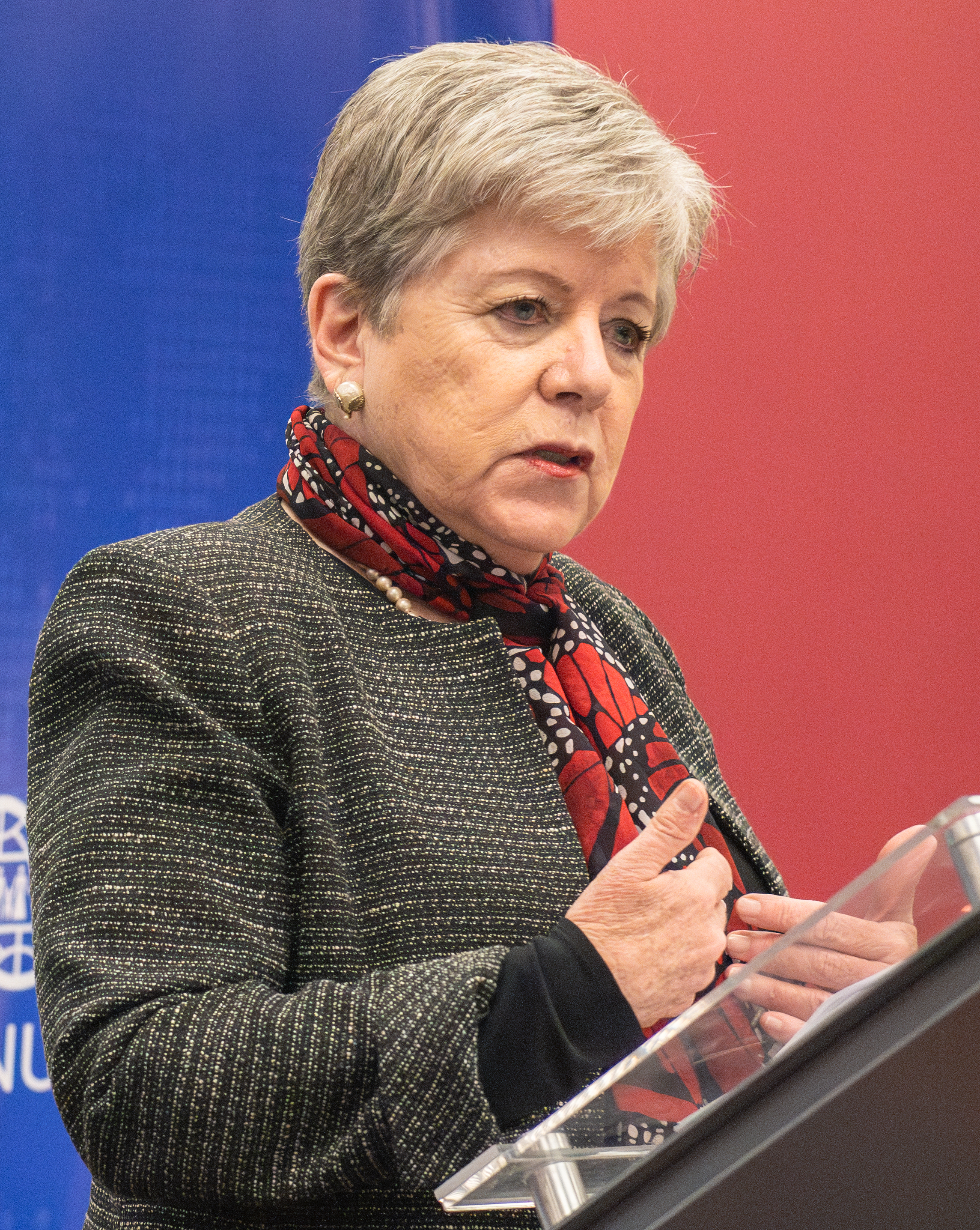
MEX Alicia Bárcena, secretaria de Relaciones Exteriores
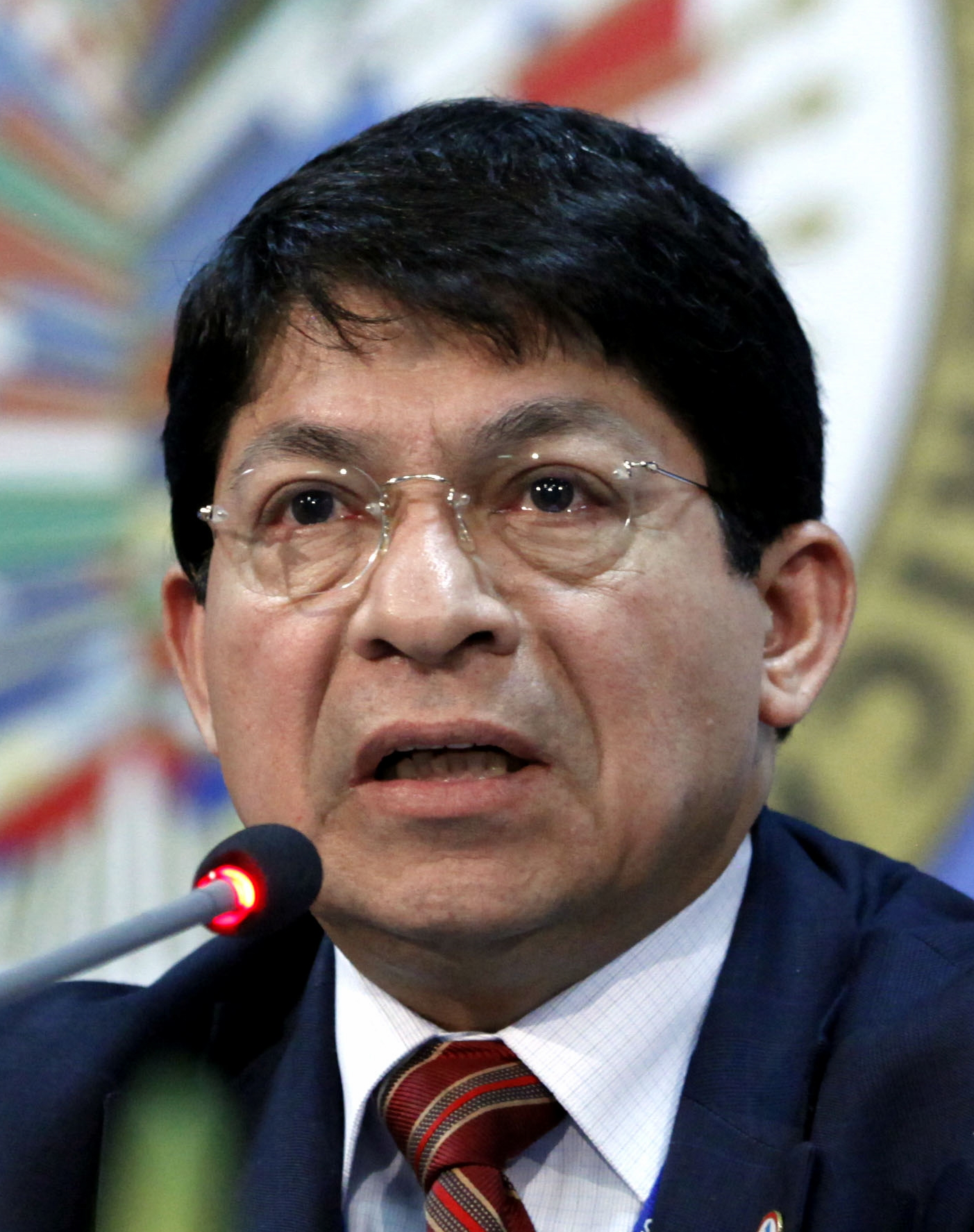
NIC Denis Moncada, ministro de Relaciones Exteriores
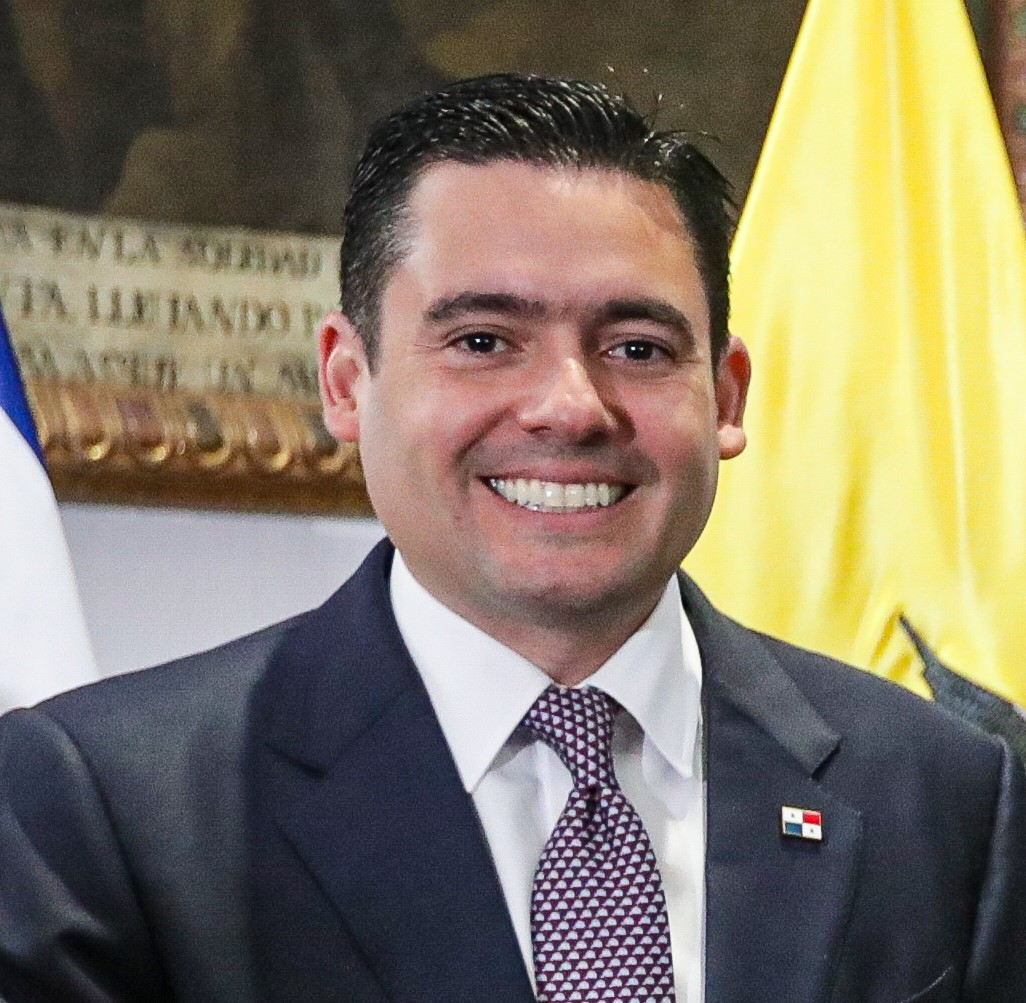
PAN José Gabriel Carrizo, vicepresidente
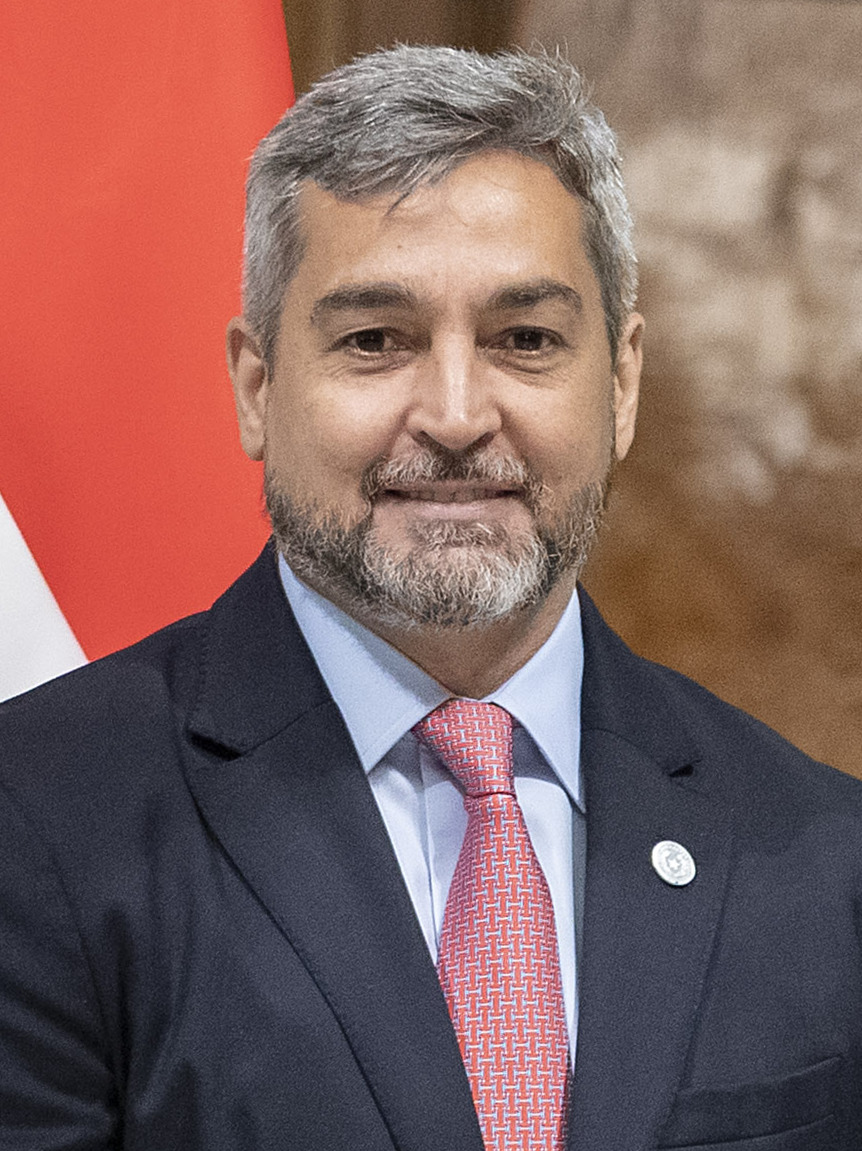
PAR Mario Abdo Benítez, presidente
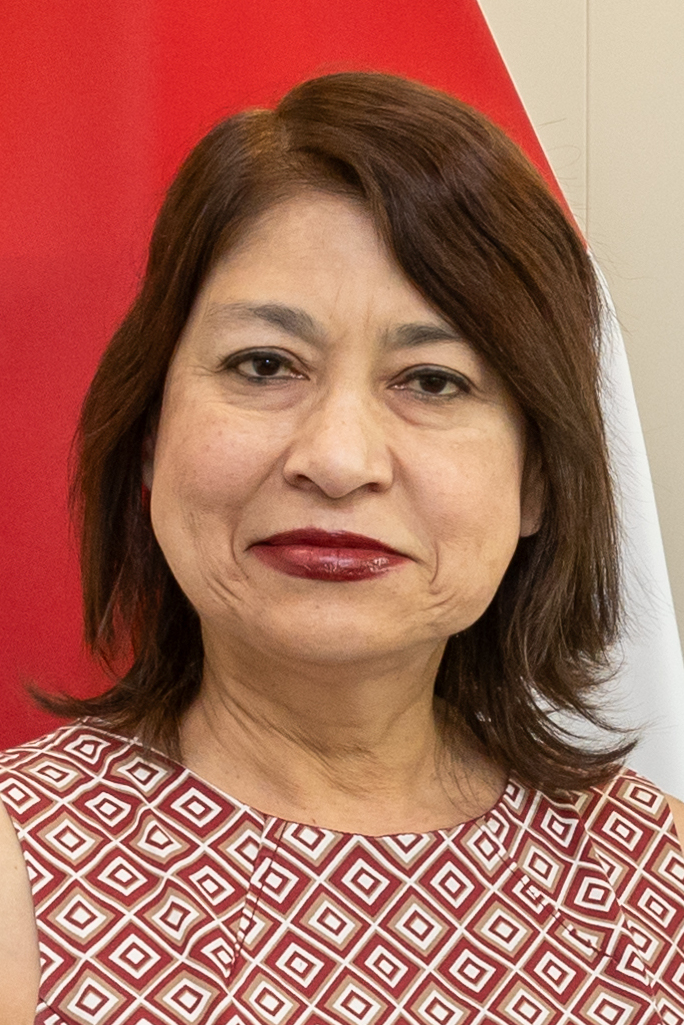
PER Ana Gervasi, ministra de Relaciones Exteriores
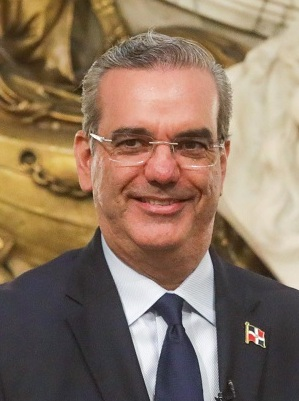
DOM Luis Abinader, presidente
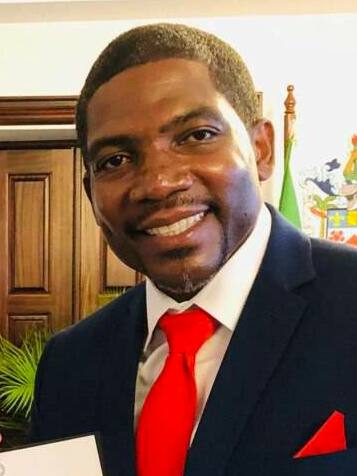
SKN Terrance Drew, primer ministro
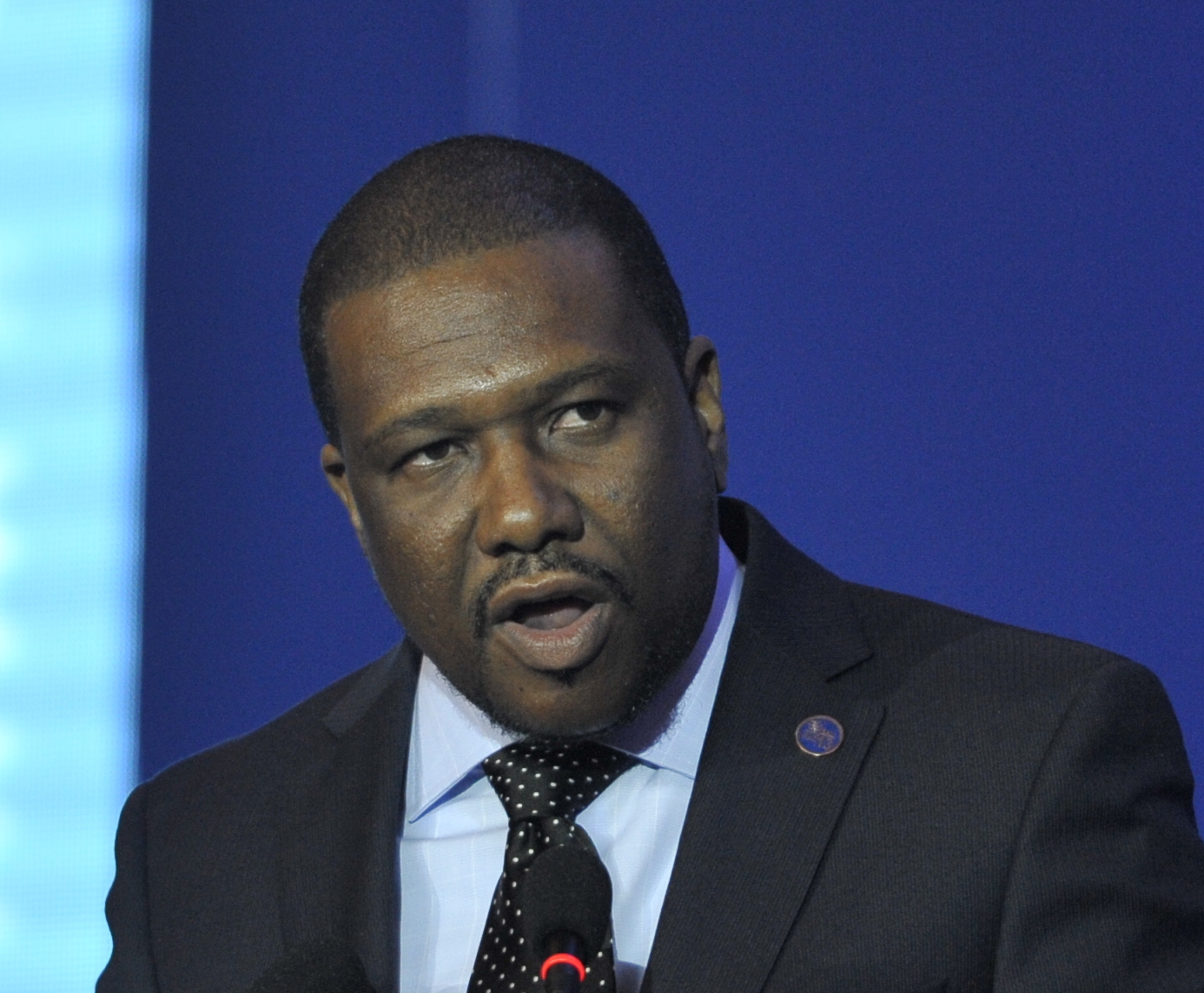
LCA Alva Baptiste, ministro de Asuntos Exteriores
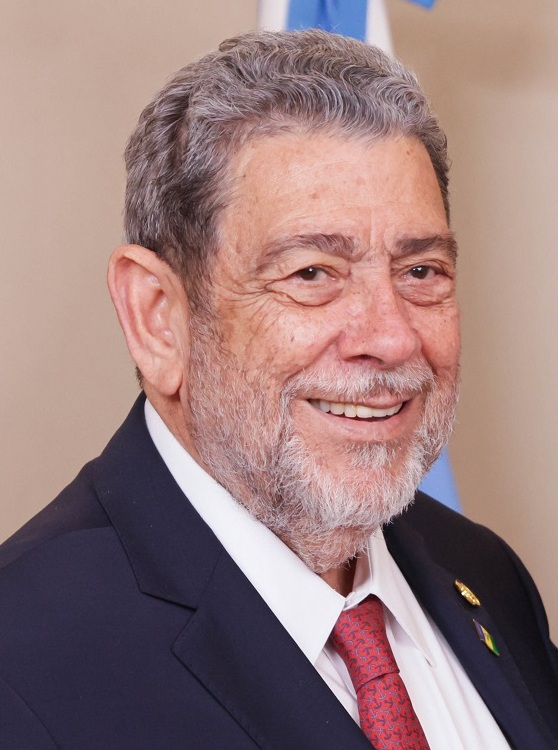
VIN Ralph Gonsalves, primer ministro
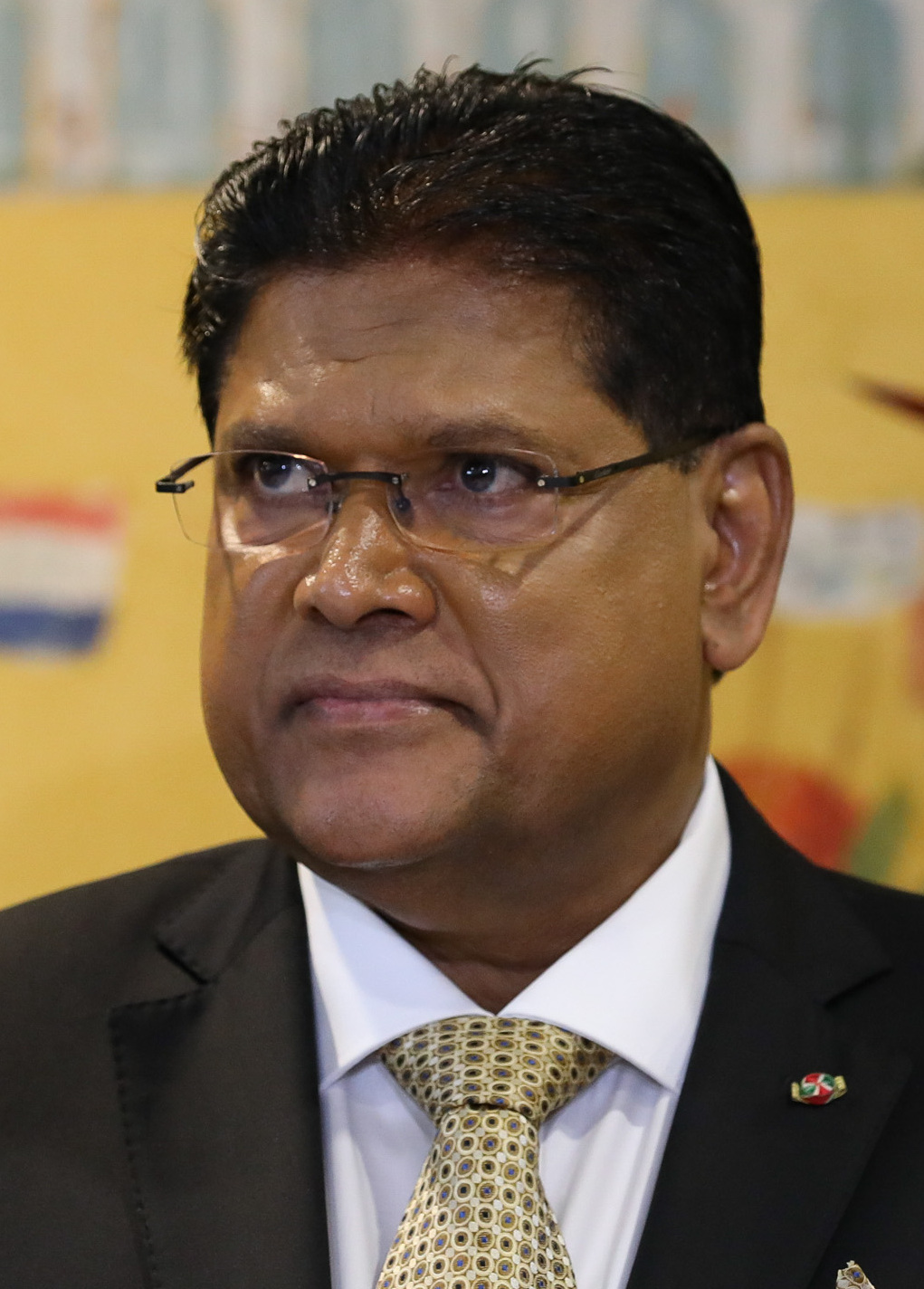
SUR Chan Santokhi, presidente
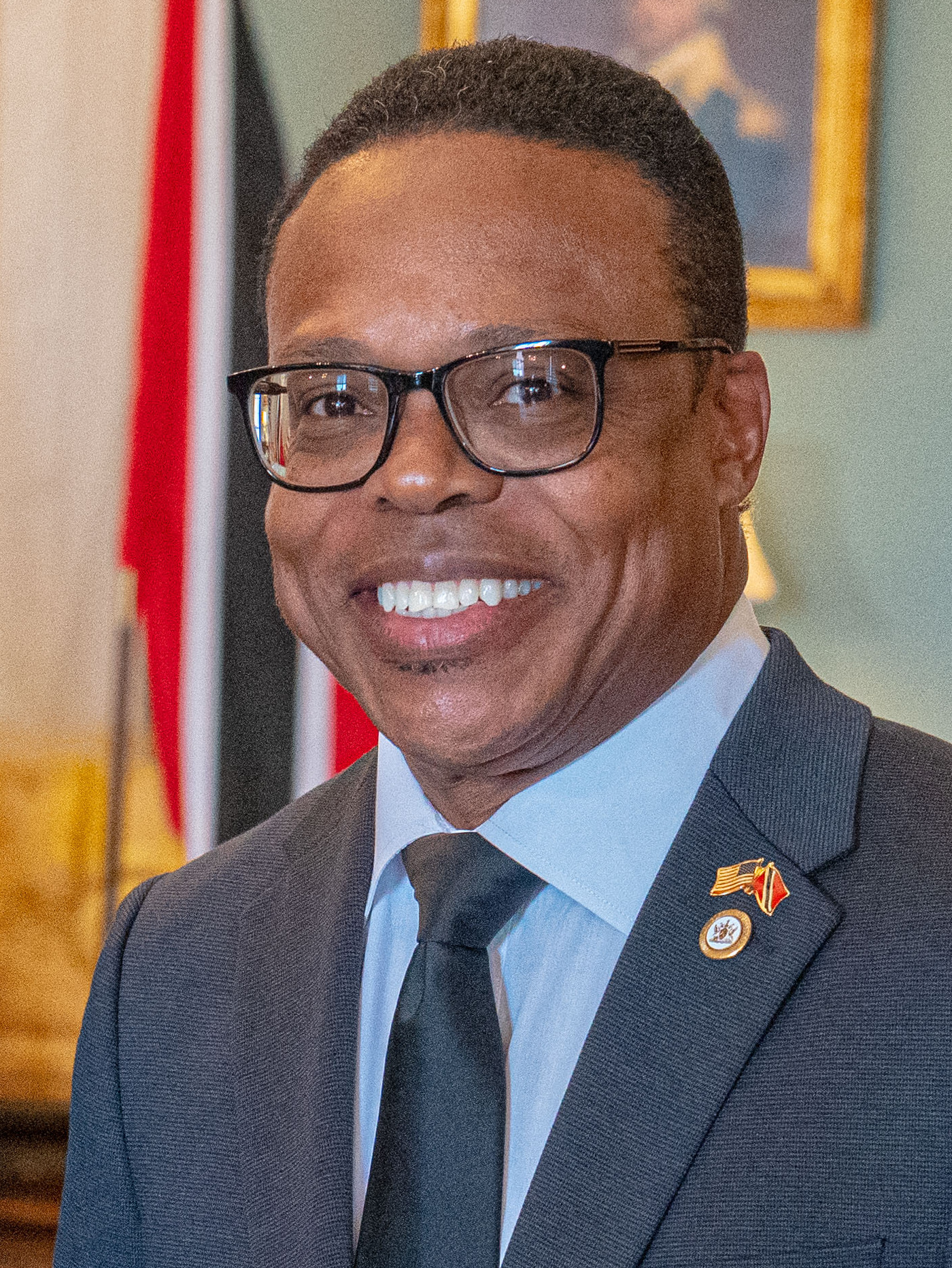
TRI Amery Browne, ministro de Relaciones Exteriores
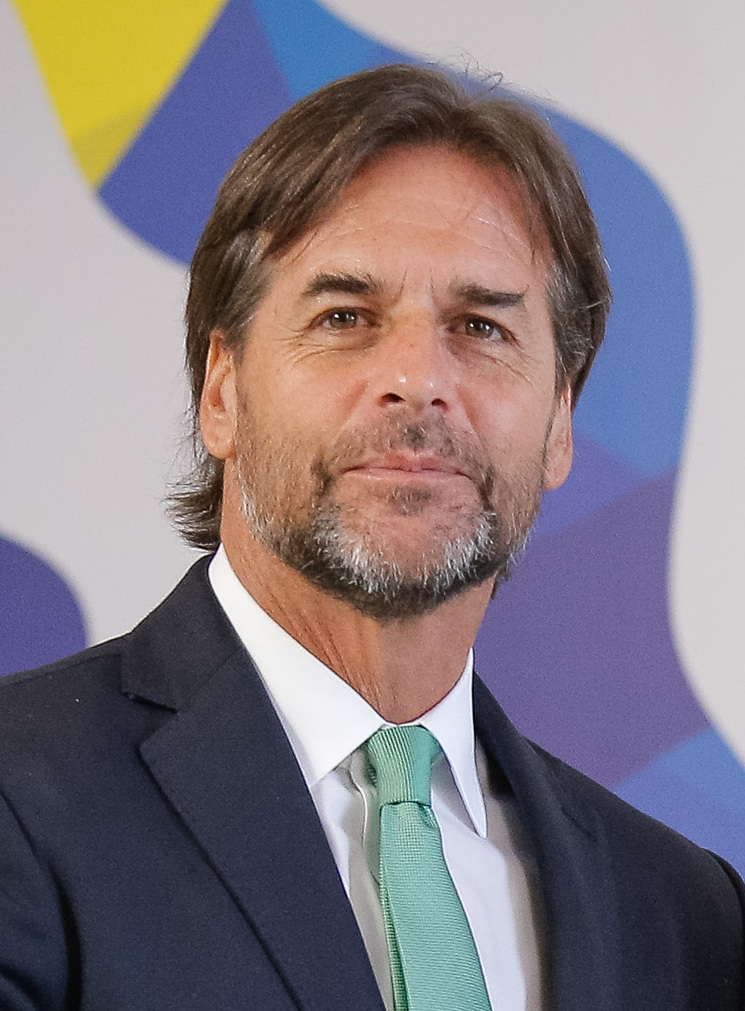
URU Luis Lacalle Pou, presidente
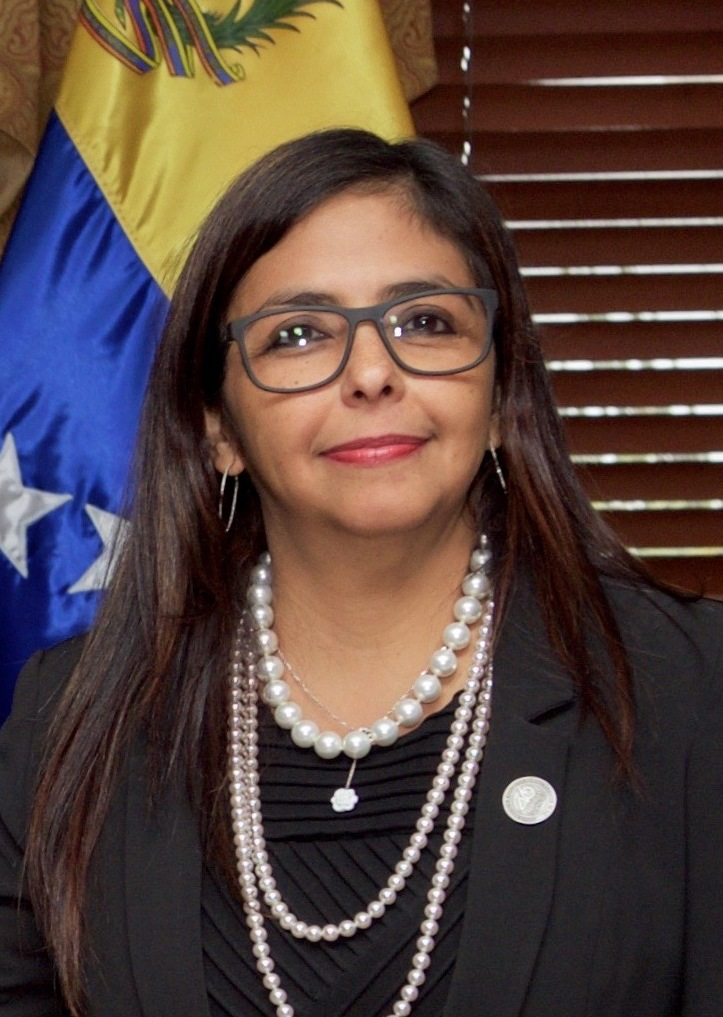
VEN Delcy Rodríguez, vicepresidenta

- Antigua y Barbuda
Gaston Browne, primer ministro
- Argentina
Alberto Fernández, presidente
- Bahamas
Philip Davis, primer ministro
- Barbados
Mia Mottley, primera ministra
- Belice
Johnny Briceño, primer ministro
- Bolivia
Luis Arce, presidente
- Brasil
Luiz Inácio Lula da Silva, presidente
- Chile
Gabriel Boric, presidente
- Colombia
Gustavo Petro, presidente
- Costa Rica
Rodrigo Chaves, presidente
- Cuba
Miguel Díaz Canel, presidente
- Dominica
Roosevelt Skerrit, primer ministro
- Ecuador
Guillermo Lasso, presidente
- El Salvador
Alexandra Hill, ministra de Relaciones Exteriores
- Guatemala
Mario Búcaro, ministro de Relaciones Exteriores
- Granada
Joseph Andall, ministro de Relaciones Exteriores
- Guyana
Irfaan Ali, presidente
- Haití
Ariel Henry, presidente interino
- Honduras
Xiomara Castro, presidenta
- Jamaica
Andrew Holness, primer ministro
- México
Alicia Bárcena, secretaria de Relaciones Exteriores
- Nicaragua
Denis Moncada, ministro de Relaciones Exteriores
- Panamá
José Gabriel Carrizo, vicepresidente
- Paraguay
Mario Abdo Benítez, presidente
- Perú
Ana Gervasi, ministra de Relaciones Exteriores
- República Dominicana
Luis Abinader, presidente
- San Cristóbal y Nieves
Terrance Drew, primer ministro
- Santa Lucía
Alva Baptiste, ministro de Asuntos Exteriores
- San Vicente y las Granadinas
Ralph Gonsalves, primer ministro
- Surinam
Chan Santokhi, presidente
- Trinidad y Tobago
Amery Browne, ministro de Relaciones Exteriores
- Uruguay
Luis Lacalle Pou, presidente
- Venezuela
Delcy Rodríguez, vicepresidenta